# Список тетраграм у мистецтві Австрії
Список тетраграм у мистецтві Австрії включає тетраграми, знайдені в австрійському мистецтві. З XVI століття художники використовували тетраграмматон як символ Бога або божественного світла. Починаючи з XVII століття, тетраграмматон наносили на вершині вівтарів або в центрі фресок, часто в місцях, куди потрапляють сонячні промені. Крім того, на ілюстраціях єврейських первосвященників (як-от Аарона) або єврейських священників (як-от Захарія) тетраграма використовувалася для ілюстрації золотої наголовної пластини священників. За часів нацизму намагання усунути нібито єврейський вплив включали видалення тетраграм.
У наведений список входять такі об’єкти, як будівлі, фрески, вівтарі, картини, пам’ятники та могильні споруди в Австрії, на яких зберігся напис із біблійним ім’ям Бога єврейськими літерами יהוה‎. У списку немає великих текстів на івриті, які містять ім’я Бога. За замовчуванням список відсортовано за землями Австрії та муніципалітетами в алфавітному порядку. Якщо не зазначено інше, перелічені церковні будівлі є католицькими церквами.
| Землі Австрії, муніципалітет                 | Адреса / координати | Будівля                                                                                        | Об'єкт, опис | Напис | Дата роботи           | Фото |
| -------------------------------------------- | --- | ---------------------------------------------------------------------------------------------- | --- | ----- | --------------------- | ---- |
| Бургенланд, Еберау                           | 7521 Гаас 132а 47°04′15″ пн. ш. 16°27′16″ сх. д. / 47.0709° пн. ш. 16.4545° сх. д.                                            | Успенська церква Марії Вайнберг                                                                | на верхній частині правого бічного вівтаря | יהיה  |                       |      |
| Бургенланд, Форхтенштейн                     | 7212 Форхтенштейн Мелінда Естергазі-Плац 1 47°42′35″ пн. ш. 16°19′54″ сх. д. / 47.7097° пн. ш. 16.3317° сх. д.                | Замок Форхтенштейн                                                                             | фреска стелі замкової каплиці | דהדה  | 1642                  |      |
| Бургенланд, Франкенау-Унтерпулендорф         | 7361 Франкенау 37а 47°26′47″ пн. ш. 16°36′39″ сх. д. / 47.4465° пн. ш. 16.6107° сх. д.                                        | Церква Всіх Святих Франкенау                                                                   | на Гробі Господньому | יהוה  | прибл. 1890           |      |
| Бургенланд, Графеншахен                      | 7423 Графеншахен, поблизу № 16 47°21′46″ пн. ш. 16°04′02″ сх. д. / 47.3627° пн. ш. 16.0671° сх. д.                            | Троїцька церква Графеншахен                                                                    | на верхній частині допоміжної будівлі з правого боку перед церковним двором | יהוה  |                       |      |
| Бургенланд, Лорето                           | 2443 Лорето Головна площа, 22 47°54′52″ пн. ш. 16°30′58″ сх. д. / 47.9144° пн. ш. 16.5162° сх. д.                             | Базиліка Марії Лоретто                                                                         | на вікні над вівтарем каплиці Перегріна | יהוה  |                       |      |
| Бургенланд, Нікіч                            | 7302 Хорватський Мініхоф Церковний майдан 47°31′34″ пн. ш. 16°38′43″ сх. д. / 47.5262° пн. ш. 16.6453° сх. д.                 | Троїцька церква Хорватський Мініхоф                                                            | на Гробі Господньому | יהוה  | прибл. 1890           |      |
| Бургенланд, Штадтшлайнінг                    | 7461 Штадтшлайнінг Головна площа, 3 47°19′25″ пн. ш. 16°16′45″ сх. д. / 47.3236° пн. ш. 16.2792° сх. д.                       | Синагога Штадтшлайнінг                                                                         | написи (цитати з Біблії) на стелі | יהוה  |                       |      |
| Бургенланд, Штоцінг                          | 2443 Штотцінг Церковна площа 47°54′17″ пн. ш. 16°32′51″ сх. д. / 47.9048° пн. ш. 16.5476° сх. д.                              | Церква Св. Іоанна Хрестителя Штотцінґ                                                          | на вершині головного вівтаря. Художник: Еліас Гюгель (який уже працював над головним вівтарем у Карлскірхе, Відень, у 1719 році)                                                                            | וו3וה | 1750                  |      |
| Бургенланд, Вайден-ам-Зеє                    | 7121 Вайден-ам-Зе Райффайзенплац 47°55′37″ пн. ш. 16°52′06″ сх. д. / 47.9270° пн. ш. 16.8682° сх. д.                          | Троїцька церква Вайден-ам-Зе                                                                   | над головним вівтарем. дизайн: Йоган Лукас фон Гільдебрандт | והיה  | 1739                  |      |
| Бургенланд, Вінден-ам-Зе                     | 7092 Вінден-ам-Зе Кірхенгассе, 16 47°56′51″ пн. ш. 16°45′31″ сх. д. / 47.9475° пн. ш. 16.7585° сх. д.                         | Церква Святого Флоріана Вінден-ам-Зе                                                           | на вівтарі | יהוה  |                       |      |
| Каринтія, Арріах                             | 9543 Арріах Іннертечен, 5 46°43′51″ пн. ш. 13°54′41″ сх. д. / 46.7308° пн. ш. 13.9115° сх. д.                                 | Церква Святого Хреста Кльостерле-Інертеухен                                                    | на образі правого бокового вівтаря. Художник: Йозеф Фердинанд Фроміллер | יהוה  | 1758                  |      |
| Каринтія, Блайбург                           | 9150 Блайбург біля Kumeschgasse, 16 46°35′20″ пн. ш. 14°47′54″ сх. д. / 46.5890° пн. ш. 14.7983° сх. д.                       | Сад релігій                                                                                    | на скульптурі, що представляє єврейську релігію в Саду релігій, перед священицьким домом. Художник: Руді Бенедік                                                                                            | יהוה  | 2009                  |      |
| Каринтія Блайбург                            | 9143 вул. Михайла-об-Блайбург, 9а 46°34′44″ пн. ш. 14°44′36″ сх. д. / 46.5788° пн. ш. 14.7433° сх. д.                         | Церква Святого Михаїла в Блайбурзі                                                             | на образі головного вівтаря | ITIΠ  |                       |      |
| Каринтія, Фельдкірхен в Каринтії             | 9560 Фельдкірхен в Кернтенії Головна площа 46°43′25″ пн. ш. 14°05′31″ сх. д. / 46.7236° пн. ш. 14.0920° сх. д.                | Головна площа                                                                                  | Колона святої Марії | יהוה  | 1761                  |      |
| Каринтія, Ферлах                             | 9162 Каппель-ан-дер-Драу 46°32′05″ пн. ш. 14°14′51″ сх. д. / 46.5347° пн. ш. 14.2476° сх. д.                                  | Церква Святого Зенона Каппель-ан-дер-Драу                                                      | Вівтар св. Анни (ліва сторона костелу): верхня картина св. Стефана | הוהו  |                       |      |
| Каринтія, Гріффен                            | 9112 Гріффен Стіфт Гріффен, 2 46°41′55″ пн. ш. 14°42′14″ сх. д. / 46.6987° пн. ш. 14.7039° сх. д.                             | Церква абатства Святої Марії Успіння Пресвятої Богородиці Гріфен                               | образ на вівтарі св. Августина, з лівого боку церкви. Вицвілий тетраграмматон уже важко читається |       |                       |      |
| Каринтія, Клагенфурт                         | 9020 Клагенфурт поблизу Ауер-фон-Вельсбах-штрассе, 15 46°38′05″ пн. ш. 14°19′27″ сх. д. / 46.6347° пн. ш. 14.3241° сх. д.     | Церква Св. Терезії Вельценегг                                                                  | Велум чотириразовий (видно в церкві лише під час посту). Художник: Карл Шнабль та учні. | יהו ה |                       |      |
| Каринтія, Клагенфурт                         | 9020 Клагенфурт Музейнгассе, 2 46°37′15″ пн. ш. 14°18′45″ сх. д. / 46.6209° пн. ш. 14.3124° сх. д.                            | Музей Каринтії                                                                                 | на протестантському вівтарі, спочатку розміщався у каплиці замку Розенбіхль | יהוה  |                       |      |
| Каринтія, Клагенфурт                         | 9063 Марія Саал вул. Петер-ам-Біхль 46°41′52″ пн. ш. 14°16′08″ сх. д. / 46.6977° пн. ш. 14.2690° сх. д.                       | Церква Святого Петра на Біхлі                                                                  | на картині «Побиття камінням святого Стефана». | יהדה  |                       |      |
| Каринтія, Мальта                             | 9854 Мальта, біля № 52 46°57′17″ пн. ш. 13°30′25″ сх. д. / 46.9546° пн. ш. 13.5070° сх. д.                                    | Церква Успіння Пресвятої Богородиці на Мальті                                                  | на вершині бічного вівтаря | יהוה  |                       |      |
| Карінтія, Марія Рейн                         | 9161 Марія Райн Гельчах, 22 46°33′28″ пн. ш. 14°20′11″ сх. д. / 46.5578° пн. ш. 14.3364° сх. д.                               | Церква Святого Данила Гельчах                                                                  | Велум чотириразовий (видно в церкві лише під час посту). Художник: Олександр Лесяк | יהוה  | 2018                  |      |
| Карінтія, Марія Зааль                        | 9063 Марія Саал Домплац 46°40′52″ пн. ш. 14°20′47″ сх. д. / 46.6811° пн. ш. 14.3463° сх. д.                                   | Церква Успіння Пресвятої Богородиці Марія Сааль                                                | фреска на стелі правої бічної каплиці. Художник: Йоганн Петер Віттіні | יה.ה  | 1700                  |      |
| Карінтія, Марія Зааль                        | 9063 Марія Саал Арндорф 46°41′24″ пн. ш. 14°21′36″ сх. д. / 46.6901° пн. ш. 14.3600° сх. д.                                   | Церква Святого Леонарда Арндорф                                                                | на вівтарному полотні | יהוה  |                       |      |
| Каринтія, Мільштат                           | 9872 Мільштат Штіфтгассе, 1 46°48′15″ пн. ш. 13°34′16″ сх. д. / 46.8043° пн. ш. 13.5710° сх. д.                               | Церква абатства Спасителя Мільштат                                                             | на картині Джон Френсіс Регіс, у правому проході | יהדה  |                       |      |
| Каринтія, Мільштат                           | 9872 Мільштат Штіфтгассе, 1 46°48′14″ пн. ш. 13°34′17″ сх. д. / 46.8040° пн. ш. 13.5713° сх. д.                               | Церква абатства Спасителя Мільштат                                                             | на картині у вестибюлі | דהדה  |                       |      |
| Каринтія, Моельблінг                         | 9312 Мьольблінг Мейзельдінг Кірхштрассе 46°50′25″ пн. ш. 14°23′49″ сх. д. / 46.8403° пн. ш. 14.3970° сх. д.                   | Андріївська церква Мейзелдінг                                                                  | малюнок на органі: Давид грає на арфі | יהוה  |                       |      |
| Каринтія, Моосбург                           | 9062 Моосбург Кірхплац 46°39′27″ пн. ш. 14°10′24″ сх. д. / 46.6574° пн. ш. 14.1732° сх. д.                                    | Парафіяльна церква св. Михайла і св. Георгія Моосбург                                          | напрестольний образ головного вівтаря: на щиті св. Михаїла. Художник: Йозеф Фердинанд Фроміллер | דהדה  |                       |      |
| Карінтія, Осіях                              | 9570 Осіях Головна площа 46°40′39″ пн. ш. 13°58′57″ сх. д. / 46.6775° пн. ш. 13.9826° сх. д.                                  | Церква абатства Святої Марії Успіння Пресвятої Богородиці Осіях                                | фреска на стелі: Св. Катаріна Александрійська. Художник: Йозеф Фердинанд Фроміллер | דהדח  | прибл. 1744           |      |
| Карінтія, Патерніон                          | 9711 Патерніон Анна-Плазотта-Плац 46°42′45″ пн. ш. 13°38′15″ сх. д. / 46.7124° пн. ш. 13.6376° сх. д.                         | Паломницька церква Святого Патерніана Патерніон                                                | на вершині головного вівтаря |       | 1776                  |      |
| Каринтія, Поггерсдорф                        | 9130 Поггерсдорф вул. Св. Михайла, 16 46°40′53″ пн. ш. 14°30′12″ сх. д. / 46.6813° пн. ш. 14.5034° сх. д.                     | Церква святого Михайла на Гурку                                                                | на вівтарному образі правого бокового вівтаря | דההד  |                       |      |
| Каринтія, Райхенау                           | 9564 Райхенау Відвег 46°49′04″ пн. ш. 13°51′24″ сх. д. / 46.8179° пн. ш. 13.8567° сх. д.                                      | Протестантська церква Відвег                                                                   | на вівтарі кафедри |       |                       |      |
| Каринтія, Санкт-Андре                        | 9433 Св. Андре ім Лаванталь Вельцінг-Санкт Андрій, 1 46°46′13″ пн. ш. 14°49′22″ сх. д. / 46.7702° пн. ш. 14.8229° сх. д.      | Паломницька церква Святих Петра і Павла Марія Лорето                                           | картина Вінсента Ферера з правого боку церкви | :ד≀:ד |                       |      |
| Каринтія, Санкт-Пауль-ім-Лавантталь          | 9470 Св. Пауль ім Лаванталь Гауптштрассе, 1 46°42′02″ пн. ш. 14°52′23″ сх. д. / 46.7006° пн. ш. 14.8731° сх. д.               | Церква абатства Святого Павла, Лавантталь                                                      | на вершині кафедри. Художник: Майкл Зіл | יחדה  | прибл. 1770           |      |
| Каринтія, Санкт-Пауль-ім-Лавантталь          | 9470 Св. Пауль ім Лаванталь Гауптштрассе, 1 46°42′02″ пн. ш. 14°52′21″ сх. д. / 46.7006° пн. ш. 14.8724° сх. д.               | Абатство Святого Павла, Лаванталь                                                              | на епітафії для Зейфріда фон Дітріхштейна («Епітафія Рабенштайнера») | יהוה  | 1583                  |      |
| Каринтія, Санкт-Пауль-ім-Лавантталь          | 9470 Св. Пауль ім Лаванталь Гауптштрассе, 5 46°41′59″ пн. ш. 14°52′28″ сх. д. / 46.6997° пн. ш. 14.8744° сх. д.               | Церква Св. Ерхарда, Св. Павла i. Л.                                                            | на вівтарі лівого бокового вівтаря. вицвілий, читаються лише два з половиною символи | דח... |                       |      |
| Каринтія, Санкт-Файт-ан-дер-Глан             | 9300 Св. Файт-ан-дер-Глан Донат Хохостервітц Штрассе, 10 46°44′11″ пн. ш. 14°23′37″ сх. д. / 46.7363° пн. ш. 14.3936° сх. д.  | Церква Св. Доната                                                                              | образ на вівтарі св. Стефана (ліва сторона церкви) | חחEI  | 17 століття           |      |
| Карінтія, Страсбург                          | 9341 Страсбург Пекштайн, 1 46°53′27″ пн. ш. 14°26′24″ сх. д. / 46.8909° пн. ш. 14.4400° сх. д.                                | Замок Пекштайн                                                                                 | фреска стелі замкової каплиці | הוה   | прибл. 1790           |      |
| Карінтія, Страсбург                          | 9341 Страсбург вул. Георгія, 18 46°54′09″ пн. ш. 14°22′40″ сх. д. / 46.9025° пн. ш. 14.3779° сх. д.                           | Церква Св. Георгена під Штрасбургом                                                            | церковний дзвін |       | 1620                  |      |
| Карінтія, Страсбург                          | 9341 Страсбург Головна площа, 1а 46°53′45″ пн. ш. 14°19′54″ сх. д. / 46.8958° пн. ш. 14.3318° сх. д.                          | Церква Святого Миколая Страсбург                                                               | Статуя Рафаеля, правий боковий вівтар | יהוה  |                       |      |
| Карінтія, Страсбург                          | 9341 Страсбург Головна площа, 1а 46°53′45″ пн. ш. 14°19′55″ сх. д. / 46.8958° пн. ш. 14.3319° сх. д.                          | Церква Святого Миколая Страсбург                                                               | вівтар у Хрестовій каплиці | יחוח  | 1648                  |      |
| Карінтія, Страсбург                          | 9341 Страсбург Головна площа, 1а 46°53′45″ пн. ш. 14°19′55″ сх. д. / 46.8958° пн. ш. 14.3320° сх. д.                          | Церква Святого Миколая Страсбург                                                               | вівтар у Михайлівській каплиці | דח2ד  |                       |      |
| Карінтія, Страсбург                          | 9341 Страсбург Шлосвег, 6 46°53′51″ пн. ш. 14°19′47″ сх. д. / 46.8976° пн. ш. 14.3297° сх. д.                                 | Замок Штрасбург                                                                                | вотивний образ Св. Емми з Гурка, у замку | חדחד  |                       |      |
| Карінтія, Страсбург                          | 9341 Страсбург Шлосвег, 6 46°53′51″ пн. ш. 14°19′47″ сх. д. / 46.8976° пн. ш. 14.3298° сх. д.                                 | Замок Штрасбург                                                                                | вотивний образ Св. Емми з Гурка, у замку | דדוד  |                       |      |
| Каринтія, Фолькермаркт                       | 9100 Фолькермаркет Кірхгассе 46°39′35″ пн. ш. 14°38′10″ сх. д. / 46.6596° пн. ш. 14.6361° сх. д.                              | Церква Святої Марії Магдалини Фолькермаркт                                                     | над кафедрою. Художник: Майкл Зіл | יהדה  | 1769                  |      |
| Карінтія, Вернберг                           | 9241 Вернберг Клостервег 46°37′17″ пн. ш. 13°55′45″ сх. д. / 46.6214° пн. ш. 13.9293° сх. д.                                  | Вернберзька палацова капела                                                                    | фреска стелі. Художник: Йозеф Фердинанд Фроміллер | יהוה  |                       |      |
| Каринтія, Вольфсберг                         | 9400 Вольфсберг Площа Сан-Марко 46°50′20″ пн. ш. 14°50′42″ сх. д. / 46.8388° пн. ш. 14.8450° сх. д.                           | Каплиця пекарів                                                                                | картина Святе сімейство | יהוה  |                       |      |
| Нижня Австрія Альтенбург                     | 3591 Альтенбург Вулиця аббата Плацидуса Муча, 1 48°38′36″ пн. ш. 15°35′41″ сх. д. / 48.6433° пн. ш. 15.5948° сх. д.           | Церква Альтенбурзького абатства                                                                | стельова фреска Перенесення Ковчега Завіту Давида над органом. Художник: Пол Трогер | יהוה  | 1733                  |      |
| Нижня Австрія, Альтенбург                    | 3591 Альтенбург Вулиця аббата Плацидуса Муча, 1 48°38′36″ пн. ш. 15°35′42″ сх. д. / 48.6433° пн. ш. 15.5950° сх. д.           | Абатство Альтенбург                                                                            | фреска на стелі Данина в бібліотеці: на чолі єврейського священника. Художник: Пол Трогер |       | 1742                  |      |
| Нижня Австрія, Альтенмаркт-ан-дер-Трістінг   | 2571 Альтенмаркт на Трієсті Хафнерберг, 74 48°01′06″ пн. ш. 16°00′50″ сх. д. / 48.0183° пн. ш. 16.0140° сх. д.                | Паломницька церква Богоматері Хафнерберг                                                       | на верхній частині лівого бокового вівтаря | דהדה  | прибл. 1745           |      |
| Нижня Австрія, Альтенмаркт-ан-дер-Трістінг   | 2571 Альтенмаркт на Трієсті Кляйн-Маріазелль 1 48°02′11″ пн. ш. 15°58′28″ сх. д. / 48.0365° пн. ш. 15.9744° сх. д.            | Паломницька церква Святої Марії Успіння Кляйн-Маріазелль                                       | стельова фреска над органом. Художник: Йоганн Венцель Бергль | יהוה  | прибл. 1745           |      |
| Нижня Австрія, Артштеттен-Пьобрінг           | 3661 Артштеттен Замкова площа, 1 48°14′33″ пн. ш. 15°12′11″ сх. д. / 48.2425° пн. ш. 15.2030° сх. д.                          | Церква Святого Якова Великого Артштеттен                                                       | на кафедрі | יהיה  | прибл. 1912           |      |
| Нижня Австрія, Баден поблизу Відня           | 2500 Баден Хелененштрассе, 96 48°00′41″ пн. ш. 16°12′17″ сх. д. / 48.0115° пн. ш. 16.2048° сх. д.                             | Церква святої Єлени Баден                                                                      | на вершині сучасної обстановки так званого гончарного вівтаря 16 століття | יהוה  | кінець 20 століття    |      |
| Нижня Австрія, Баден поблизу Відня           | 2500 Баден Хелененштрассе, 96 48°00′41″ пн. ш. 16°12′17″ сх. д. / 48.0115° пн. ш. 16.2047° сх. д.                             | Церква святої Єлени Баден                                                                      | поверх рельєфу на нижній частині кафедри | יהיה  | прибл. 1760           |      |
| Нижня Австрія, Бібербах                      | 3353 Бібербах В місті 48°01′45″ пн. ш. 14°42′32″ сх. д. / 48.0292° пн. ш. 14.7089° сх. д.                                     | Церква Святого Стефана, Бібербах                                                               | напрестольний образ вівтаря Святих Помічників (правий боковий вівтар). Художник: Йоганн Георг Штайндорфер                                                                                                   | הדהד  | 1681                  |      |
| Нижня Австрія, Бідермансдорф                 | 2362 Бідермансдорф Місцева дорога, 42 48°05′01″ пн. ш. 16°20′46″ сх. д. / 48.0837° пн. ш. 16.3460° сх. д.                     | Церква Святого Іоанна Хрестителя в Бідермансдорфі                                              | на вершині головного вівтаря. Художник: Йозеф Таллманн | יהוה  | прибл. 1730           |      |
| Нижня Австрія, Бехаймкірхен                  | 3140 Поттенбрунн Марія Йотендорф, 41 48°14′37″ пн. ш. 15°44′34″ сх. д. / 48.2436° пн. ш. 15.7427° сх. д.                      | Паломницька церква Марії Йотендорф                                                             | Вівтар святої Анни (лівий боковий вівтар) | יהוה  |                       |      |
| Нижня Австрія, Брук-ан-дер-Лейта             | 2462 Вільфлайнсдорф Головна вулиця, 106 48°00′45″ пн. ш. 16°43′22″ сх. д. / 48.0126° пн. ш. 16.7228° сх. д.                   | Церква Святих Петра і Павла Вільфлайнсдорф                                                     | на вершині головного вівтаря | יהוה  | 1850                  |      |
| Нижня Австрія, Брунн-на-Гебірге              | 2345 Брунн на горах Кірхенгассе, 9 48°06′26″ пн. ш. 16°17′09″ сх. д. / 48.1071° пн. ш. 16.2858° сх. д.                        | Церква святої Кунігунди Брунн-ам-Гебірге                                                       | на верхній частині лівого бокового вівтаря | הוהו  |                       |      |
| Нижня Австрія, Дразенхофен                   | 2165 Дразенхофен, 174 48°45′17″ пн. ш. 16°38′56″ сх. д. / 48.7548° пн. ш. 16.6488° сх. д.                                     | Церква Святого Віта Дразенхофен                                                                | на вершині головного вівтаря | יהוה  | прибл. 1800           |      |
| Нижня Австрія, Дрозендорф-Цісердорф          | 2095 Дрозендорф Головна площа 48°52′06″ пн. ш. 15°37′11″ сх. д. / 48.8684° пн. ш. 15.6196° сх. д.                             | Церква Святого Мартина Дрозендорф                                                              | у колишній захристії під органною емпорою: Свята гробниця | יהוה  | прибл. 1890           |      |
| Нижня Австрія, Дрозендорф-Цісердорф          | 2095 Старе місто Дрозендорф 48°52′02″ пн. ш. 15°37′44″ сх. д. / 48.8672° пн. ш. 15.6289° сх. д.                               | Церква Святих Петра і Павла Дрозендорф-Альтштадт                                               | над правим бічним вівтарем | הודו  |                       |      |
| Нижня Австрія, Дрозендорф-Цісердорф          | 2095 Старе місто Дрозендорф 48°52′02″ пн. ш. 15°37′44″ сх. д. / 48.8672° пн. ш. 15.6290° сх. д.                               | Церква Святих Петра і Павла Дрозендорф-Альтштадт                                               | на скинії (частина колишнього вівтаря) | יהוה  |                       |      |
| Нижня Австрія, Дрозендорф-Цісердорф          | 2095 Зісердорф на північ від Зісердорфа 48°50′20″ пн. ш. 15°37′47″ сх. д. / 48.8389° пн. ш. 15.6298° сх. д.                   | Церква Марії Шні Зісердорф                                                                     | на вершині вівтаря | חחח   | прибл. 1760           |      |
| Нижня Австрія, Дюрнштайн                     | 3601 Дюрнштайн, 1 48°23′43″ пн. ш. 15°31′09″ сх. д. / 48.3954° пн. ш. 15.5191° сх. д.                                         | Церква Успіння Пресвятої Богородиці Дюрнштайн (колишня церква абатства)                        | рельєф Чотири останні речі на порталі церкви | יהדד  |                       |      |
| Нижня Австрія, Дюрнштайн                     | 3601 Дюрнштайн 1 48°23′42″ пн. ш. 15°31′10″ сх. д. / 48.3950° пн. ш. 15.5194° сх. д.                                          | Церква Успіння Пресвятої Богородиці Дюрнштайн (колишня церква абатства)                        | на двох вікнах ліворуч і на двох вікнах справа від головного вівтаря | דהדה  |                       |      |
| Нижня Австрія, Дюрнштайн                     | 3601 Дюрнштайн 1 48°23′42″ пн. ш. 15°31′09″ сх. д. / 48.3951° пн. ш. 15.5192° сх. д.                                          | Церква Успіння Пресвятої Богородиці Дюрнштайн (колишня церква абатства)                        | кілька разів на балюстрадах у куполах двох каплиць костелу | דהדה  |                       |      |
| Нижня Австрія, Дюрнштайн                     | 3601 Дюрнштайн 1 48°23′42″ пн. ш. 15°31′09″ сх. д. / 48.3951° пн. ш. 15.5191° сх. д.                                          | Церква Успіння Пресвятої Богородиці Дюрнштайн (колишня церква абатства)                        | малюнок у правій задній частині церкви: чоло первосвященника. Художник: Карло Харінгер | CחII  | 1713                  |      |
| Нижня Австрія, Дюрнштайн                     | 3601 Дюрнштайн 1 48°23′42″ пн. ш. 15°31′09″ сх. д. / 48.3950° пн. ш. 15.5193° сх. д.                                          | Церква Успіння Пресвятої Богородиці Дюрнштайн (колишня церква абатства)                        | рельєф на екрані хору | יהוה  |                       |      |
| Нижня Австрія, Дюрнштайн                     | 3601 Дюрнштайн 1 48°23′42″ пн. ш. 15°31′10″ сх. д. / 48.3950° пн. ш. 15.5194° сх. д.                                          | Церква Успіння Пресвятої Богородиці Дюрнштайн (колишня церква абатства)                        | на двох рельєфах на лівих хорах |       |                       |      |
| Нижня Австрія, Дюрнштайн                     | 3601 Дюрнштайн 1 48°23′42″ пн. ш. 15°31′09″ сх. д. / 48.3950° пн. ш. 15.5191° сх. д.                                          | Церква Успіння Пресвятої Богородиці Дюрнштайн (колишня церква абатства)                        | в обителі: картина Стрітення Христа у храмі, на чолі первосвященника. | SחSI  | прибл. 1725           |      |
| Нижня Австрія, Ернстбрунн                    | 2115 Ернстбрунн Церковна площа 1 48°31′40″ пн. ш. 16°21′38″ сх. д. / 48.5279° пн. ш. 16.3606° сх. д.                          | Церква Святого Мартина Ернстбрунн                                                              | на Святому Гробі, в правій кімнаті церкви |       | прибл. 1890           |      |
| Нижня Австрія, Фішаменд                      | 2401 Село Фішаменд Церковний шлях, 1 48°07′12″ пн. ш. 16°36′10″ сх. д. / 48.1199° пн. ш. 16.6029° сх. д.                      | Церква Святого Квіріна Фішаменд                                                                | на вершині головного вівтаря |       | 18 століття           |      |
| Нижня Австрія, Фюрт біля Готвейга            | 3511 Фюрт біля Готвейга Абатство Готвейг 48°22′00″ пн. ш. 15°36′47″ сх. д. / 48.3666° пн. ш. 15.6130° сх. д.                  | Церква абатства Геттвейг                                                                       | на вершині вівтаря Пресвятої Трійці (лівий боковий вівтар) | יהוה  | 17 століття           |      |
| Нижня Австрія, Ігри                          | 3292 Гамінг Ім Маркт, 25 47°55′24″ пн. ш. 15°04′54″ сх. д. / 47.9233° пн. ш. 15.0817° сх. д.                                  | Гамінг Чартерхаусська церква                                                                   | фреска стелі | יהוה  |                       |      |
| Нижня Австрія, Ігри                          | 3292 Гамінг Ім Маркт, 25 47°55′24″ пн. ш. 15°04′54″ сх. д. / 47.9233° пн. ш. 15.0816° сх. д.                                  | Гамінг Чартерхаусська церква                                                                   | фреска в ліхтарі купола церкви | יה וה |                       |      |
| Нижня Австрія, Gaweinstal                    | 2191 Гавайнсталь Церковна площа 48°28′41″ пн. ш. 16°35′15″ сх. д. / 48.4780° пн. ш. 16.5876° сх. д.                           | Церква святого Георгія Гавайнстал                                                              | на головному вівтарі | יהוה  | 1718                  |      |
| Нижня Австрія, Герас                         | 2093 Герас Головна вулиця, 1 48°47′53″ пн. ш. 15°40′26″ сх. д. / 48.7980° пн. ш. 15.6739° сх. д.                              | Абатство Герас                                                                                 | Бібліотека абатства: фреска на стелі. Художник: Йозеф Вінтерхалдер пом. Дж. | יהוה  | 1805                  |      |
| Нижня Австрія, Герас                         | 2093 Герас Головна вулиця, 1 48°47′52″ пн. ш. 15°40′26″ сх. д. / 48.7979° пн. ш. 15.6738° сх. д.                              | Абатство Герас                                                                                 | фреска в зимовому рефректорії. Художник: Франц Томашу | יהוא  | 1917                  |      |
| Нижня Австрія, Грестен                       | 3264 Грестен Замок Штібар, 1 47°58′29″ пн. ш. 15°01′12″ сх. д. / 47.9747° пн. ш. 15.0199° сх. д.                              | Замок Штібар                                                                                   | замкова каплиця: над вікном апсиди | דחדח  |                       |      |
| Нижня Австрія, Гросеберсдорф                 | 2203 Гроссеберсдорф Пфаррхофгассе, 3 48°21′50″ пн. ш. 16°28′09″ сх. д. / 48.3639° пн. ш. 16.4691° сх. д.                      | Церква Святого Миколая Гросеберсдорф                                                           | на вівтарному образі головного вівтаря Святого Миколая | והוה  | прибл. 1800           |      |
| Нижня Австрія, Гумпольдскірхен               | 2352 Гумпольдскірхен Церковна площа 48°02′46″ пн. ш. 16°16′27″ сх. д. / 48.0461° пн. ш. 16.2743° сх. д.                       | Церква Святого Михайла Гумпольдскірхен                                                         | вівтарний образ: на щиті св. Михаїла | יהדה  |                       |      |
| Нижня Австрія, Хардегг                       | 2082 Рігерсбург, 1 48°51′16″ пн. ш. 15°46′18″ сх. д. / 48.8545° пн. ш. 15.7718° сх. д.                                        | Каплиця замку Рігерсбург                                                                       | над вівтарем | יהוה  | 1755                  |      |
| Нижня Австрія, Гаускірхен                    | 2185 Княже село на Заї На Шкільному пагорбі 48°35′57″ пн. ш. 16°43′02″ сх. д. / 48.5992° пн. ш. 16.7171° сх. д.               | Церква Святого Марка Прінцендорф                                                               | на верхівці головного вівтаря (перенесений у 1787 р. з Доротер-Черч у Відні до Прінцендорфа) |       |                       |      |
| Нижня Австрія, Хайлігенкройц, Нижня Австрія, | 2532 Хайлігенкройц, 1 48°03′18″ пн. ш. 16°07′54″ сх. д. / 48.0549° пн. ш. 16.1318° сх. д.                                     | Монастир Святого Хреста (Гайлігенкройц)                                                        | будинок капітула: фреска над вітражем |       | прибл. 1710           |      |
| Нижня Австрія, Хайлігенкройц, Нижня Австрія, | 2532 Хайлігенкройц, 1 48°03′17″ пн. ш. 16°07′53″ сх. д. / 48.0548° пн. ш. 16.1314° сх. д.                                     | Монастир Святого Хреста (Гайлігенкройц)                                                        | трапезна: картина Віра, Надія і Любов | יהדה  | 1700                  |      |
| Нижня Австрія, Хайлігенкройц, Нижня Австрія, | 2532 Хайлігенкройц, 1 48°03′18″ пн. ш. 16°07′52″ сх. д. / 48.0551° пн. ш. 16.1312° сх. д.                                     | Монастир Святого Хреста (Гайлігенкройц)                                                        | Прелатська кімната: інтарсія на комоді з червоного дерева | יהוה  | 1800                  |      |
| Нижня Австрія, Герцогенбург                  | 3130 Герцогенбург Церковна площа 48°17′06″ пн. ш. 15°41′50″ сх. д. / 48.2850° пн. ш. 15.6973° сх. д.                          | Церква у Герцогенбурзькому монастирі                                                           | на вершині головного вівтаря. Художник: Маттіас Мунггенаст |       | прибл. 1735           |      |
| Нижня Австрія, Герцогенбург                  | 3130 Герцогенбург Церковна площа 48°17′13″ пн. ш. 15°41′49″ сх. д. / 48.2870° пн. ш. 15.6969° сх. д.                          | Герцогенбурзький монастир                                                                      | абатська капела (хорова капела): на вершині вівтаря | יהיהי | прибл. 1740           |      |
| Нижня Австрія, Герцогенбург                  | 3454 Герцогенбург Хайлігенкройц, 1 48°17′25″ пн. ш. 15°46′49″ сх. д. / 48.2904° пн. ш. 15.7802° сх. д.                        | Церква Успіння Пресвятої Богородиці Хайлігенкройц / Церква Хайлігенкройц-Гутенбрунн            | на вершині головного вівтаря. Художник: Йоганн Фердинанд Гетцендорф фон Гогенберг | יהוה  | прибл. 1760           |      |
| Нижня Австрія, Хогенайх                      | 3945 Гогенайх Марктплац, 93 48°46′19″ пн. ш. 15°01′34″ сх. д. / 48.7720° пн. ш. 15.0260° сх. д.                               | Церква Непорочного Зачаття Гогенайх                                                            | на головному вівтарі, під скинією | וידדה | прибл. 1780           |      |
| Нижня Австрія, Голлабрунн                    | 2020 Асперсдорф, 2 48°35′07″ пн. ш. 16°05′47″ сх. д. / 48.5852° пн. ш. 16.0965° сх. д.                                        | Церква Святого Георгія Асперсдорф                                                              | образ головного вівтаря. Художник: Йоганн Георг Шмідт |       |                       |      |
| Нижня Австрія, Голлабрунн                    | 2020 Асперсдорф, 2 48°35′07″ пн. ш. 16°05′47″ сх. д. / 48.5852° пн. ш. 16.0965° сх. д.                                        | Церква Святого Георгія Асперсдорф                                                              | на Гробі Святому, встановлюється тільки в Страсний тиждень | יהוה  | прибл. 1890           |      |
| Нижня Австрія, Капельн                       | 3141 каплиця на Першлінгу Церковна площа 48°15′31″ пн. ш. 15°45′18″ сх. д. / 48.2585° пн. ш. 15.75513° сх. д.                 | Церква Святої Петронілли Капельн                                                               | Свята Могила | יהוה  | прибл. 1890           |      |
| Нижня Австрія, Кілб                          | 3233 Кілб Церковний шлях 48°06′03″ пн. ш. 15°24′33″ сх. д. / 48.1009° пн. ш. 15.4093° сх. д.                                  | Церква Святого Симона і Юди Кілб                                                               | розпис над головним вівтарем | יהוה  |                       |      |
| Нижня Австрія, Kirchschlag в Buckligen Welt  | 2860 Кірхшлаг в дер Букліген Велт вулиця Пассіонсспіел, 3 47°30′12″ пн. ш. 16°17′47″ сх. д. / 47.5033° пн. ш. 16.2963° сх. д. | Церква Святого Іоанна Хрестителя Кірхшлаг в дер Букліген Велт                                  | на вершині головного вівтаря | יחיח  | 1792                  |      |
| Нижня Австрія, Корнойбург                    | 2100 Корнойбург Лаерштрассе, 1 48°20′43″ пн. ш. 16°19′54″ сх. д. / 48.3452° пн. ш. 16.3316° сх. д.                            | Орден Святого Августина Церква Корнойбург                                                      | на вершині головного вівтаря | יהוה  | прибл. 1770           |      |
| Нижня Австрія, Лаксенбург                    | 2361 Лаксенбург Замкова площа, 5 48°04′07″ пн. ш. 16°21′26″ сх. д. / 48.0686° пн. ш. 16.3573° сх. д.                          | Церква Торжества Хреста Лаксенбург                                                             | на вершині головного вівтаря. Художник: Йоганн Фердинанд Гетцендорф фон Гогенберг | יהוה  | 1784                  |      |
| Нижня Австрія, Майсау                        | 3712 Майсау Церковна площа, 1 48°34′20″ пн. ш. 15°49′25″ сх. д. / 48.5721° пн. ш. 15.8236° сх. д.                             | Замок Майсау                                                                                   | вище заднього порталу замку | יהוה  |                       |      |
| Нижня Австрія, Марія Енцерсдорф              | 2344 Марія Енцерсдорф Головна вулиця, 5 48°06′04″ пн. ш. 16°17′05″ сх. д. / 48.1010° пн. ш. 16.2847° сх. д.                   | Францисканська церква Марії Енцерсдорф                                                         | на кафедрі | הוה   | прибл. 1760           |      |
| Нижня Австрія, Марія Енцерсдорф              | 2344 Марія Енцерсдорф Габріелерштрассе, 171 48°05′41″ пн. ш. 16°17′50″ сх. д. / 48.0948° пн. ш. 16.2973° сх. д.               | Церква Святого Духа Святого Гавриїла                                                           | мозаїка над проходом | יהוה  | прибл. 1900           |      |
| Нижня Австрія, Марія Таферль                 | 3672 Марія Таферл, 1 48°13′31″ пн. ш. 15°09′22″ сх. д. / 48.2253° пн. ш. 15.1562° сх. д.                                      | Паломницька церква Марії Таферл                                                                | над статуєю Мойсея, ліворуч від вівтаря Святого Хреста (правий боковий вівтар). Художник: Йоганн Георг Дорфмейстер                                                                                          | יהיה  | 1781                  |      |
| Нижня Австрія, Міхельхаузен                  | 3441 Піксендорф Капелленвег 48°17′15″ пн. ш. 15°58′37″ сх. д. / 48.2875° пн. ш. 15.9770° сх. д.                               | Каплиця святих Антонія Великого і Павла Піксендорф                                             | на вівтарі | יהיה  | 1785                  |      |
| Нижня Австрія, Містельбах                    | 2192 Кеттласбрунн Себастьяніплац 48°33′41″ пн. ш. 16°39′23″ сх. д. / 48.5614° пн. ш. 16.6565° сх. д.                          | Церква Святого Себастьяна Кеттласбрунн                                                         | на Гробі Святому, встановлюється тільки в Страсний тиждень | יהוה  | 1895                  |      |
| Нижня Австрія, Містельбах                    | 2192 Кеттласбрунн Себастьяніплац 48°33′41″ пн. ш. 16°39′24″ сх. д. / 48.5614° пн. ш. 16.6566° сх. д.                          | Церква Святого Себастьяна Кеттласбрунн                                                         | на вершині головного вівтаря | יהוה  | прибл. 1789           |      |
| Нижня Австрія, Мюнхендорф                    | 2482 Мюнхендорф Кірхенплац 48°01′48″ пн. ш. 16°22′43″ сх. д. / 48.0301° пн. ш. 16.3786° сх. д.                                | Церква Святого Леонарда Мюнхендорф                                                             | на вершині головного вівтаря (перенесений у 18 столітті з віденської каплиці Хофбург до Мюнхендорфа) | הוה   | 18 століття           |      |
| Нижня Австрія, Обріцберг-Руст                | 3123 Обріцберг, 1 48°17′25″ пн. ш. 15°35′37″ сх. д. / 48.2902° пн. ш. 15.5936° сх. д.                                         | Церква Святого Лаврентія Обріцберг                                                             | на вершині головного вівтаря | הiה¬  | прибл. 1735           |      |
| Нижня Австрія, Пуркерсдорф                   | 3002 Пуркерсдорф Пфаррхофгассе, 1 48°12′27″ пн. ш. 16°10′32″ сх. д. / 48.2074° пн. ш. 16.1756° сх. д.                         | Церква Святого Якова Великого Пуркерсдорф                                                      | головний вівтар: над скинією | יהוה  | 1727                  |      |
| Нижня Австрія, Рецбах                        | 2074 Унтеррецбах 48°45′55″ пн. ш. 16°00′24″ сх. д. / 48.7652° пн. ш. 16.0067° сх. д.                                          | Церква Святого Якова Великого Унтеррецбах                                                      | на Гробі Господньому (встановлюється в храмі тільки в Страсний тиждень) | יהוה  | прибл. 1890           |      |
| Нижня Австрія, Розенбург-Молд                | 3580 Марія Драйайхен 48°39′04″ пн. ш. 15°43′00″ сх. д. / 48.6512° пн. ш. 15.7167° сх. д.                                      | Базиліка Марії Дрейайхен                                                                       | фреска на стелі над органом. Художник: Йоганн Баптист Венцель Бергль | יהוה  | 1771                  |      |
| Нижня Австрія, Розенбург-Молд                | 3580 Марія Драйайхен 48°39′05″ пн. ш. 15°43′00″ сх. д. / 48.6513° пн. ш. 15.7167° сх. д.                                      | Базиліка Марії Дрейайхен                                                                       | фреска стелі. Художник: Йоганн Баптист Венцль Бергль | יהוה  | 1771                  |      |
| Нижня Австрія, Розенбург-Молд                | 3580 Марія Драйайхен 48°39′05″ пн. ш. 15°43′01″ сх. д. / 48.6513° пн. ш. 15.7169° сх. д.                                      | Базиліка Марії Дрейайхен                                                                       | на вершині вівтаря святої Феліції Канталічської (правий бічний вівтар) | יהוה  |                       |      |
| Нижня Австрія, Розенбург-Молд                | 3580 Марія Драйайхен 48°39′05″ пн. ш. 15°42′59″ сх. д. / 48.6514° пн. ш. 15.7165° сх. д.                                      | Базиліка Марії Дрейайхен                                                                       | на вершині вівтаря Святих Петра і Павла (лівий боковий вівтар) | יהוה  |                       |      |
| Нижня Австрія, Санкт-Пельтен                 | 3100 Санкт-Пельтен Домплац, 1 48°12′18″ пн. ш. 15°37′39″ сх. д. / 48.2051° пн. ш. 15.6275° сх. д.                             | Собор Успіння Пресвятої Богородиці Санкт-Пельтен                                               | над головним вівтарем | יהדה  |                       |      |
| Нижня Австрія, Санкт-Пельтен                 | 3100 Санкт-Пельтен Домплац, 1 48°12′18″ пн. ш. 15°37′39″ сх. д. / 48.2051° пн. ш. 15.6274° сх. д.                             | Собор Успіння Пресвятої Богородиці Санкт-Пельтен                                               | фреска Поклоніння імені Божому на стелі алтаря . Художники: Фрідріх Гедеон, Даніель Гран | יהדה  | прибл. 1740           |      |
| Нижня Австрія, Санкт-Пельтен                 | 3100 Санкт-Пельтен Домплац, 1 48°12′20″ пн. ш. 15°37′38″ сх. д. / 48.2055° пн. ш. 15.6272° сх. д.                             | колишнє абатство каноніків-регулярів святого Августина, Санкт-Пельтен                          | кімната між залами бібліотеки: фреска на стелі Страх Господній – початок премудрості. Художник: Даніель Гран                                                                                                | יהוה  | 1745                  |      |
| Нижня Австрія, Санкт-Пельтен                 | 3100 Санкт-Пельтен Домплац, 1 48°12′19″ пн. ш. 15°37′38″ сх. д. / 48.2054° пн. ш. 15.6272° сх. д.                             | колишнє абатство каноніків-регулярів святого Августина, Санкт-Пельтен                          | на книжковій шафі в бібліотеці | יוווה |                       |      |
| Нижня Австрія, Шайбс                         | 3270 Шайбс Ратушна площа, 6 48°00′17″ пн. ш. 15°10′05″ сх. д. / 48.0047° пн. ш. 15.1680° сх. д.                               | Церква Св. Марії Магдали Шайббс                                                                | на лівому бічному вівтарі (вівтар св. Анни) | יהוה  | прибл. 1710           |      |
| Нижня Австрія, Шайбс                         | 3270 Шайбс Ратушна площа, 6 48°00′17″ пн. ш. 15°10′05″ сх. д. / 48.0046° пн. ш. 15.1681° сх. д.                               | Церква Св. Марії Магдали Шайббс                                                                | на Гробі Святому, встановлюється в церкві лише кожного другого року в Страсний тиждень | יהוה  | прибл. 1890           |      |
| Нижня Австрія, Шоттвін                       | 2641 Шоттвін Пасіонссіеле Штрасе, 3 47°38′30″ пн. ш. 15°52′10″ сх. д. / 47.6417° пн. ш. 15.8695° сх. д.                       | Церква Успіння Пресвятої Богородиці Маріашуц                                                   | на вівтарі Святого Патрика (правий бічний вівтар) | הההו  | 1792                  |      |
| Нижня Австрія, Зонтагберг                    | 3332 Зонтагберг Орт Зонтагберг 47°59′47″ пн. ш. 14°45′45″ сх. д. / 47.9963° пн. ш. 14.7626° сх. д.                            | Паломницька церква Святої Трійці та Святого Михайла, Зонтагберг                                | на чолі статуї Аарона зліва від головного вівтаря. Художник: Якоб Крістоф Шлеттерер | יהוה  | прибл. 1750           |      |
| Нижня Австрія, Зонтагберг                    | 3332 Зонтагберг Орт Зонтагберг 47°59′47″ пн. ш. 14°45′46″ сх. д. / 47.9963° пн. ш. 14.7627° сх. д.                            | Паломницька церква Святої Трійці та Святого Михайла, Зонтагберг                                | на балдахіні над головним вівтарем. Художник: Мельхіор Гефеле | יהוה  | прибл. 1750           |      |
| Нижня Австрія, Зонтагберг                    | 3332 Зонтагберг Орт Зонтагберг 47°59′47″ пн. ш. 14°45′45″ сх. д. / 47.9964° пн. ш. 14.7625° сх. д.                            | Паломницька церква Святої Трійці та Святого Михайла, Зонтагберг                                | на лівій колоні вівтаря св. Марії | יהוה  |                       |      |
| Нижня Австрія, Шпіц                          | 3620 Шпіц Кірхенплац 48°21′57″ пн. ш. 15°24′52″ сх. д. / 48.3659° пн. ш. 15.4145° сх. д.                                      | Церква Святого Маврикія Шпіц                                                                   | верхня картина на головному вівтарі |       |                       |      |
| Нижня Австрія, Шпіц                          | 3620 Шпіц Кірхенплац 48°21′57″ пн. ш. 15°24′53″ сх. д. / 48.3659° пн. ш. 15.4146° сх. д.                                      | Церква Святого Моріса Шпіц                                                                     | обшивка за головним вівтарем: на трьох картинах зі старозавітними сценами (Дев'ять хорів ангелів, Ной молиться після Потопу, відвідувачі Авраама)                                                           | יהוה  | прибл. 1610           |      |
| Нижня Австрія, Штронсдорф                    | 2153 Стронсдорф, 2а 48°39′01″ пн. ш. 16°17′57″ сх. д. / 48.6503° пн. ш. 16.2993° сх. д.                                       | Церква Успіння Пресвятої Богородиці Штронсдорф                                                 | на Гробі Господньому, встановлюється в храмі тільки в Страсний тиждень | יהוה  | прибл. 1890           |      |
| Нижня Австрія, Трайскірхен                   | 2514 Трайскірхен Вінер Штрассе, 28 48°01′03″ пн. ш. 16°17′43″ сх. д. / 48.0176° пн. ш. 16.2954° сх. д.                        | Церква Святої Маргарити Трайскірхен                                                            | на кафедрі. Художник: Йозеф Реслер, Мартін Нессельтхаллер | יהדה  | 1764                  |      |
| Нижня Австрія, Тульн на Дунаї                | 3430 Тулльн Вінер Штрассе, 20а 48°19′53″ пн. ш. 16°03′24″ сх. д. / 48.3314° пн. ш. 16.0568° сх. д.                            | Церква Святого Стефана Тульн                                                                   | на верхній частині правого бічного вівтаря | חiח   |                       |      |
| Нижня Австрія, Фідорф                        | 3322 Фідорф Дорфплац 48°09′02″ пн. ш. 14°53′37″ сх. д. / 48.1505° пн. ш. 14.8935° сх. д.                                      | Церква Св. Петра і Павла, Фідорф                                                               | на вівтарі | יהוה  | прибл. 1750           |      |
| Нижня Австрія, Фезендорф                     | 2331 Вьозендорф Кірхенплац 48°07′20″ пн. ш. 16°20′18″ сх. д. / 48.1222° пн. ш. 16.3384° сх. д.                                | Церква Святого Симона та Апостола Юди Фезендорф                                                | на вершині головного вівтаря | יחוח  | 1823                  |      |
| Нижня Австрія, Вінер-Нойштадт                | 2700 Вінер-Нойштадт Домплац, 1 47°48′54″ пн. ш. 16°14′34″ сх. д. / 47.8150° пн. ш. 16.2428° сх. д.                            | Костел Успіння Пресвятої Богородиці (кафедральний собор)                                       | на вершині головного вівтаря. Художник: Габріеле Молінарола | יהוה  | 1776                  |      |
| Нижня Австрія, Вінер-Нойштадт                | 2700 Вінер-Нойштадт Нойклостергассе 47°48′43″ пн. ш. 16°14′49″ сх. д. / 47.8119° пн. ш. 16.2469° сх. д.                       | Монастир Нойклостер, Вінер-Нойштадт                                                            | фреска на стелі в бібліотеці. Художник: Йоганн Баптист Венцель Бергль. вицвілий, важко читається. |       | 1767                  |      |
| Нижня Австрія, Вуллерсдорф                   | 2041 Вуллерсдорф Мелькергассе, 1 48°37′38″ пн. ш. 16°06′11″ сх. д. / 48.6271° пн. ш. 16.1030° сх. д.                          | Церква Святого Георгія Вуллерсдорф                                                             | вівтар головного вівтаря: на щиті св. Михаїла. Художник: Йоганн Хефль |       | 1828                  |      |
| Нижня Австрія, Іббс-на-Дунаї                 | 3374 Зойзенштейн Кірхенберг, 6 48°11′27″ пн. ш. 15°07′00″ сх. д. / 48.1907° пн. ш. 15.1167° сх. д.                            | Церква Св. Доната, Зойзенштайн                                                                 | стельова фреска «Прославлення св. Івана і св. Павла» над органом. Художник: Йоганн Венцель Бергль | יהוה  | 1767                  |      |
| Нижня Австрія, Целлерндорф                   | 2051 Целлерндорф Ватцельсдорф, 182 48°41′42″ пн. ш. 15°58′56″ сх. д. / 48.6949° пн. ш. 15.9823° сх. д.                        | Церква Тріумфу Хреста Ватцельсдорф                                                             | фреска стелі | יהוה  | прибл. 1800           |      |
| Зальцбург, Брамберг-ам-Вільдкогель           | 5733 Брамберг-ам-Вільдкогель Кірхенгассе, 1 47°16′24″ пн. ш. 12°20′47″ сх. д. / 47.2734° пн. ш. 12.3464° сх. д.               | Церква Святого Лаврентія і Вартелемія Брамберг-ам-Вільдкогель                                  | у нижній частині кафедри: картина Алегорія кохання | JΠJΠ  |                       |      |
| Зальцбург, Лампрехтсгаузен                   | 5112 Лампрехтсгаузен Арнсдорф Штілле-Нахт-Плац 47°58′09″ пн. ш. 12°57′10″ сх. д. / 47.9691° пн. ш. 12.9527° сх. д.            | Церква Марії в Меслі                                                                           | на правому бічному вівтарі |       |                       |      |
| Зальцбург, Зальцбург,                        | 5020 Зальцбург Франца-Йозефа-Кая, 21 47°48′08″ пн. ш. 13°02′19″ сх. д. / 47.8021° пн. ш. 13.0386° сх. д.                      | Церква Святого Марка, Зальцбург                                                                | фреска над головним вівтарем. Художник: Крістоф Антон Майр | יהוה  | 1756                  |      |
| Зальцбург, Зальцбург,                        | 5020 Зальцбург Францисканергассе, 5 47°47′54″ пн. ш. 13°02′39″ сх. д. / 47.7982° пн. ш. 13.0441° сх. д.                       | Францисканська церква, Зальцбург                                                               | за головним вівтарем: над каплицею Святої Трійці | דחדח  |                       |      |
| Зальцбург, Зальцбург,                        | 5020 Зальцбург Францисканергассе, 5 47°47′53″ пн. ш. 13°02′39″ сх. д. / 47.7981° пн. ш. 13.0441° сх. д.                       | Францисканська церква, Зальцбург                                                               | за головним вівтарем. вицвілий, лише частково читається |       |                       |      |
| Зальцбург, Зальцбург,                        | 5020 Зальцбург Лінцергассе, 41 47°48′16″ пн. ш. 13°02′49″ сх. д. / 47.8045° пн. ш. 13.0470° сх. д.                            | Кладовище Св. Себастьяна, Зальцбург                                                            | малюнок на могилі Мартіна Ансельма Ріттера фон Райхеля | הוהו  | прибл. 1851           |      |
| Зальцбург, Зальцбург,                        | 5020 Зальцбург Моцартплац, 1 47°47′54″ пн. ш. 13°02′51″ сх. д. / 47.7984° пн. ш. 13.0475° сх. д.                              | Нова Резиденція                                                                                | стеля Зали Слави. Художник: Еліа Кастелло | והוה  | 1602                  |      |
| Зальцбург, Зальцбург,                        | 5020 Зальцбург Резиденцплац, 1 47°47′55″ пн. ш. 13°02′44″ сх. д. / 47.7987° пн. ш. 13.0456° сх. д.                            | Стара резиденція, Зальцбург                                                                    | фрески на стелі кімнати Ретіради: на чолах кількох осіб на трьох картинах (бачення первосвященника Олександром, Олександр і первосвященник Яддуа, Яддуа пояснює Книгу Даниїла). Художник: Мартин Альтомонте | יהוה  | прибл. 1710           |      |
| Зальцбург, Зальцбург,                        | 5020 Зальцбург Резиденцплац, 8 47°47′56″ пн. ш. 13°02′49″ сх. д. / 47.7989° пн. ш. 13.0469° сх. д.                            | Церква Святого Михайла, Зальцбург                                                              | фреска стелі Прославлення Імені Божого. Художник: Франц Ксавер Кеніг | והוה  | 1770                  |      |
| Зальцбург, Зальцбург,                        | 5020 Зальцбург Резиденцплац, 8 47°47′56″ пн. ш. 13°02′49″ сх. д. / 47.7989° пн. ш. 13.0470° сх. д.                            | Церква Святого Михайла, Зальцбург                                                              | вівтарний образ головного вівтаря. Художник: Тобіас Бок | יהוה  | 1650                  |      |
| Зальцбург, Зальцбург,                        | 5020 Зальцбург Санкт-Петер-Бецірк, 1 47°47′49″ пн. ш. 13°02′45″ сх. д. / 47.7969° пн. ш. 13.0458° сх. д.                      | Церква Святого Петра, Зальцбург                                                                | напрестольний образ одного з лівих бокових вівтарів. Художник: Йоганн Карл фон Резельфельд | הוה⊃  | 1704                  |      |
| Зальцбург, Зальцбург,                        | 5020 Зальцбург Санкт-Петер-Бецірк, 1 47°47′48″ пн. ш. 13°02′45″ сх. д. / 47.7968° пн. ш. 13.0459° сх. д.                      | Церква Святого Петра, Зальцбург                                                                | фреска св. Бенедикт на південно-східному фасаді. Художник: Франц Ксавер Кеніг (?) | וחח.  | прибл. 1770           |      |
| Зальцбург, Зальцбург,                        | 5020 Зальцбург Санкт-Петер-Бецірк, 1 47°47′47″ пн. ш. 13°02′45″ сх. д. / 47.7965° пн. ш. 13.0457° сх. д.                      | Церква Святого Петра, Зальцбург                                                                | могила № 16 (сімейна гробниця Гагенауер) | והוה  | прибл. 1798           |      |
| Зальцбург, Зальцбург,                        | 5020 Зальцбург Санкт-Петер-Бецірк, 1 47°47′47″ пн. ш. 13°02′44″ сх. д. / 47.7965° пн. ш. 13.0455° сх. д.                      | Церква Святого Петра, Зальцбург                                                                | могила № 45 (могила священнослужителів) | יהוה  | 1934                  |      |
| Штирія, Адмонт                               | 8911 Адмонт Кірхплац, 1 47°34′33″ пн. ш. 14°27′38″ сх. д. / 47.5758° пн. ш. 14.4606° сх. д.                                   | Адмонтське абатство                                                                            | фреска центральної стелі бібліотеки. Автор Бартоломео Альтомонте | יהוה  | 1784                  |      |
| Штирія, Адмонт                               | 8911 Адмонт Айген Шлосштрассе, 32 47°36′42″ пн. ш. 14°27′10″ сх. д. / 47.6116° пн. ш. 14.4529° сх. д.                         | Замок Ретельштайн                                                                              | фреска на стелі. Св. Бенедикт і Св. Блазій моляться за абатство Адмонт, в їдальні | חוחו  | 1753/54               |      |
| Штирія, Бад-Аусзе                            | 8990 Бад-Аусзе Кірхенгассе, 25 47°34′00″ пн. ш. 13°47′15″ сх. д. / 47.5667° пн. ш. 13.7876° сх. д.                            | Церква Святого Павла в Бад-Аусзе                                                               | Статуя св. Захарія зліва від вівтаря в каплиці для хрещення, на золотій пластині священника | דחҦ   | прибл. 1740           |      |
| Штирія, Брайтенау-ам-Хохланч                 | 8614 Брайтенау-ам-Хохланч Сент-Ерхард, 21 47°23′10″ пн. ш. 15°27′17″ сх. д. / 47.3862° пн. ш. 15.4547° сх. д.                 | Церква Святого Ерхарда Регенсбурзького в дер-Брайтенау                                         | вівтарний образ Святий Ерхард Регенсбурзький головного вівтаря | דהדה  | 1646                  |      |
| Штирія, долина Файстриц                      | 8222 Санкт-Йоганн-бай-Герберштайн, 7 47°12′52″ пн. ш. 15°49′11″ сх. д. / 47.2144° пн. ш. 15.8198° сх. д.                      | Костел Св. Іоанна Хрестителя поблизу Герберштайна                                              | на вершині головного вівтаря | יחוח  | прибл. 1672           |      |
| Штирія, ангел на вулиці Гратвайн             | 8111 Юдендорф-Штрассенгель Ам Кірхберг, 20 47°06′47″ пн. ш. 15°20′20″ сх. д. / 47.1131° пн. ш. 15.3388° сх. д.                | Паломницький костел Пресвятого Імені Марії Штрассенгель                                        | над вівтарем святої Анни. Художник: Йоганн Крістоф Крассбергер | יהוח  | 1723                  |      |
| Штирія, Грац                                 | 8010 Грац Францисканерплац, 14 47°04′14″ пн. ш. 15°26′12″ сх. д. / 47.0706° пн. ш. 15.4368° сх. д.                            | Францисканська церква, Грац                                                                    | на скляному вікні. Художник: Базілія Гюрт | יהוה  | прибл. 1985           |      |
| Штирія, Грац                                 | 8010 Грац Бургассе 47°04′19″ пн. ш. 15°26′32″ сх. д. / 47.0719° пн. ш. 15.4422° сх. д.                                        | Собор святого Егідія                                                                           | фреска на стелі Чумної каплиці | יהוה  | 1618                  |      |
| Штирія, Грац-Маріатрост                      | 8044 Грац-Маріатрост Кірхплац, 8 47°06′26″ пн. ш. 15°29′29″ сх. д. / 47.1072° пн. ш. 15.4914° сх. д.                          | Базиліка Марії Утішительки у Граці                                                             | вівтар Різдва Богородиці, лівий боковий вівтар | ידדה  | прибл. 1750           |      |
| Штирія, Грац-Маріатрост                      | 8044 Грац-Маріатрост Кірхплац, 8 47°06′26″ пн. ш. 15°29′29″ сх. д. / 47.1071° пн. ш. 15.4913° сх. д.                          | Базиліка Марії Утішительки у Граці                                                             | над вівтарем святого Михайла | הLהL  | прибл. 1750           |      |
| Штирія, Грац                                 | 8046 Грац-Андріц Санкт-Вейтер Штрассе, 86 47°06′57″ пн. ш. 15°24′41″ сх. д. / 47.1159° пн. ш. 15.4114° сх. д.                 | Церква Святого Віта, Грац                                                                      | над кафедрою | והו   | прибл. 1745           |      |
| Штирія, Грац                                 | 8054 Грац Флоріанібергштрассе, 15 47°01′20″ пн. ш. 15°23′57″ сх. д. / 47.0221° пн. ш. 15.3991° сх. д.                         | Церква Марії в Еленді, Грац                                                                    | на скляному вікні (справа від головного вівтаря) | דהדה  |                       |      |
| Штирія, Грос-Санкт-Флоріан                   | 8522 Гросс Санкт-Флоріан Оберер Маркт, 1 46°49′24″ пн. ш. 15°18′57″ сх. д. / 46.8233° пн. ш. 15.3159° сх. д.                  | Церква Святого Флоріана Великий Санкт-Флоріан                                                  | вівтарний образ вівтаря св. Михаїла (правий боковий вівтар) | יהדה  |                       |      |
| Штирія, Хайлігенкройц-ам-Вазен               | 8081 Хайлігенкройц-ам-Вазен Фріденсплац, 1 46°58′30″ пн. ш. 15°32′46″ сх. д. / 46.9751° пн. ш. 15.5461° сх. д.                | Хаус дер Штіль                                                                                 | Каплиця Франциска: амвон. Художник: Томас Ресетарітс | יהוה  | 2001                  |      |
| Штирія, Ільц                                 | 8262 Ільц, 1 47°05′16″ пн. ш. 15°55′33″ сх. д. / 47.0878° пн. ш. 15.9259° сх. д.                                              | Церква Якова Великого Ільц                                                                     | розпис св. Михаїла на органі | יהדה  |                       |      |
| Штирія, Юденбург                             | 8750 Юденбург Кірхенплац, 2 47°10′06″ пн. ш. 14°39′43″ сх. д. / 47.1682° пн. ш. 14.6619° сх. д.                               | Церква Святого Миколая Юденбург                                                                | фреска над вівтарем каплиці Всіх Святих | הTיה  | прибл. 1690           |      |
| Штирія, Леобен                               | 8700 Леобен-Госс Стіфт, 8 47°21′48″ пн. ш. 15°05′45″ сх. д. / 47.3632° пн. ш. 15.0959° сх. д.                                 | Андріївська церква, абатство Гесс                                                              | на вершині головного вівтаря колишньої абатської церкви. Художник: Франц Кунст | יהדה  | 1792                  |      |
| Штирія, долина Лобмінг                       | 8734 Гросслобмінг Мурвег, 1 47°11′11″ пн. ш. 14°48′30″ сх. д. / 47.1865° пн. ш. 14.8084° сх. д.                               | Церква Св. Ламберта Грослобмінг                                                                | кафедра | יהוה  | прибл. 1800           |      |
| Штирія, Марія Ланковіц                       | 8591 Марія Ланковіц Гауптштрассе, 174 47°03′51″ пн. ш. 15°03′44″ сх. д. / 47.0642° пн. ш. 15.0623° сх. д.                     | Паломницький костел Відвідин Діви Марії, Марія Ланковіц                                        | Статуя св. Захарії справа від головного вівтаря. Художник: Вейт Кенігер | וחדח  | 1767                  |      |
| Штирія, Маріацелль                           | 8630 Маріацелль Бенедіктус-Плац, 1 47°46′22″ пн. ш. 15°19′06″ сх. д. / 47.7729° пн. ш. 15.3184° сх. д.                        | Базиліка Маріацелль                                                                            | над головним вівтарем | יהוה  | прибл. 1700           |      |
| Штирія, Маріацелль                           | 8632 Гуссверк Брандхоф, 1 47°38′00″ пн. ш. 15°18′04″ сх. д. / 47.6334° пн. ш. 15.3011° сх. д.                                 | Мисливський будиночок Брандхоф                                                                 | на скляному вікні каплиці | יהוה  | прибл. 1825           |      |
| Штирія, Мурау                                | 8850 Мурау Марктгассе 47°06′37″ пн. ш. 14°10′02″ сх. д. / 47.1102° пн. ш. 14.1671° сх. д.                                     | Церква Єлизавети Мурау (протестантська)                                                        | на вершині вівтаря кафедри | והוה  | 1827                  |      |
| Штирія, Ноймаркт у Штирії                    | 8820 Санкт-Марейн-бай-Ноймаркт Pöllau 47°02′19″ пн. ш. 14°23′09″ сх. д. / 47.0386° пн. ш. 14.3859° сх. д.                     | Церква Св. Леонгарда в Пеллау-бай-Сент-Марейн                                                  | над головним вівтарем. Художник: Йоганн Райтер(?) | יהוה  | прибл. 1780           |      |
| Штирія, Пішельсдорф-ам-Кульм                 | 8212 Пішельсдорф-ам-Кульм, 25 47°10′27″ пн. ш. 15°48′20″ сх. д. / 47.1741° пн. ш. 15.8056° сх. д.                             | Церква Св. Петра і Павла Пішельсдорф-ам-Кульм                                                  | на верхній частині лівого бокового вівтаря | יהדה  | 1730                  |      |
| Штирія, Пішельсдорф-ам-Кульм                 | 8212 Пішельсдорф-ам-Кульм, 25 47°10′27″ пн. ш. 15°48′20″ сх. д. / 47.1741° пн. ш. 15.8056° сх. д.                             | Церква Св. Петра і Павла Пішельсдорф-ам-Кульм                                                  | на лівій стіні вівтаря | יהדה  |                       |      |
| Штирія, Поллау                               | 8225 Пьоллау Замок 1 47°18′09″ пн. ш. 15°50′03″ сх. д. / 47.3024° пн. ш. 15.8341° сх. д.                                      | Церква Святого Віта Пеллау                                                                     | на верхній частині правого бічного вівтаря | יהד   |                       |      |
| Штирія, Радмер                               | 8795 Радмер на Штубе, 35 47°32′45″ пн. ш. 14°45′38″ сх. д. / 47.5459° пн. ш. 14.7606° сх. д.                                  | Церква Святого Антонія Падуанського Радмер                                                     | картина Діти Йоганна Адальберта Превенгубера на лівій задній стіні церкви | יהוה  | прибл. 1810           |      |
| Штирія, Санкт-Галлен                         | 8933 Санкт-Галлен Кірхенфіртель, 25 47°41′33″ пн. ш. 14°36′57″ сх. д. / 47.6924° пн. ш. 14.6158° сх. д.                       | Церква Св. Галла                                                                               | на вівтарній частині лівого бічного вівтаря, художник Бартоломео Альтомонте | יהוה  | прибл. 1750           |      |
| Штирія, Санкт-Ламбрехт                       | 8813 Санкт-Ламбрехт Гауптштрассе, 1 47°04′20″ пн. ш. 14°18′00″ сх. д. / 47.0722° пн. ш. 14.3001° сх. д.                       | Абатство Святого Ламбрехта                                                                     | на Святій Гробниці, встановлюється лише на Страсному тижні в каплиці Св. Марії в лівій частині церкви абатства                                                                                              | יהוה  | прибл. 1890           |      |
| Штирія, Санкт-Мартін-ам-Вельмісберг          | 8580 Санкт-Мартін-ам-Вельмісберг 8 47°00′39″ пн. ш. 15°06′13″ сх. д. / 47.0107° пн. ш. 15.1037° сх. д.                        | Церква Св. Мартіна на Вельмісберзі                                                             | на верхній частині правого бічного вівтаря (вівтар Святого Антонія) | יהדה  | 1684                  |      |
| Штирія, Санкт-Петер-ам-Каммерсберг           | 8843 Санкт-Пітер-ам-Каммерсберг, 81 47°11′14″ пн. ш. 14°11′10″ сх. д. / 47.1872° пн. ш. 14.1862° сх. д.                       | Церква Святого Петра на Каммерсберзі                                                           | картина Св. Михаїл і гріхопадіння повсталих ангелів: на щиті св. Михаїла | יחדה  | прибл. 1740           |      |
| Штирія, Санкт-Петер-об-Юденбург              | 8755 Санкт-Петер-об-Юденбург Гауптштрассе, 31 47°11′09″ пн. ш. 14°35′13″ сх. д. / 47.1859° пн. ш. 14.5869° сх. д.             | Церква Святого Петра в Юденбурзі                                                               | над головним вівтарем | הוהS  | прибл. 1800           |      |
| Штирія, Санкт-Файт на півдні Штирії          | 8423 Санкт-Файт-ам-Вогау На Кірхплац 46°44′50″ пн. ш. 15°37′33″ сх. д. / 46.7471° пн. ш. 15.6257° сх. д.                      | Церква Св. Віта в Південній Штайрі                                                             | образ св. Непомука на вівтарі (правий бік костелу) | דהדה  |                       |      |
| Штирія, Санкт-Файт на півдні Штирії          | 8423 Санкт-Файт-ам-Вогау На Кірхплац 46°44′50″ пн. ш. 15°37′32″ сх. д. / 46.7472° пн. ш. 15.6255° сх. д.                      | Церква Св. Віта в Південній Штайрі                                                             | Статуя св. Захарії на лівому бічному вівтарі | Πיהד  |                       |      |
| Штирія, Санкт-Файт на півдні Штирії          | 8423 Санкт-Файт-ам-Вогау На Кірхплац 46°44′51″ пн. ш. 15°37′33″ сх. д. / 46.7474° пн. ш. 15.6258° сх. д.                      | Церква Св. Віта в Південній Штайрі                                                             | на розписі з правого боку святині. вицвілий, лише частково читається |       |                       |      |
| Штирія, Зеккау                               | 8732 Зеккау, 1 47°16′29″ пн. ш. 14°47′14″ сх. д. / 47.2746° пн. ш. 14.7872° сх. д.                                            | Абатство Секау                                                                                 | на порталі Базиліки. Художник: Бернвард Шмід | יהוה  | 1994                  |      |
| Штирія, Сінабелькірхен                       | 8261 Сінабелькірхен Гнієс, 143 47°05′16″ пн. ш. 15°55′33″ сх. д. / 47.0878° пн. ш. 15.9259° сх. д.                            | Церква Св. Освальда Нортумбрійського, Гнієс                                                    | на вівтарі лівого бокового вівтаря (вівтар Санкт-Нотбурга) | דהוה  | 1741                  |      |
| Штирія, Тойфенбах-Кач                        | 8833 Тойфенбах-Кач Кірхгассе 47°07′53″ пн. ш. 14°21′47″ сх. д. / 47.1313° пн. ш. 14.3630° сх. д.                              | Морг Теуфенбах                                                                                 | художник: Рудольф Гірт | יהוה  | 2004                  |      |
| Штирія, таль                                 | 8051 Тал Ам Кірхберг, 1 47°04′35″ пн. ш. 15°21′42″ сх. д. / 47.0764° пн. ш. 15.3617° сх. д.                                   | Церква Св. Якова, Тал                                                                          | всередині церкви, над головним входом. Художник: Ернст Фукс | יהוה  | 1992                  |      |
| Штирія, таль                                 | 8051 Тал Ам Кірхберг, 1 47°04′34″ пн. ш. 15°21′42″ сх. д. / 47.0762° пн. ш. 15.3617° сх. д.                                   | Церква Св. Якова, Тал                                                                          | на купелі. Художник: Ернст Фукс | יהוה  | 1992                  |      |
| Штирія, Танхаузен                            | 8160 Вайц біля Альтерільц, 85 47°13′39″ пн. ш. 15°41′14″ сх. д. / 47.2276° пн. ш. 15.6872° сх. д.                             | Придорожня каплиця Альтерільц                                                                  | фреска стелі | יהוה  | відновлено у 1981     |      |
| Штирія, Фойтсберг                            | 8570 Фойтсберг Обердорферштрассе, 12б 47°03′31″ пн. ш. 15°08′18″ сх. д. / 47.0585° пн. ш. 15.1384° сх. д.                     | Морг Фойтсберг                                                                                 | всередині моргу | יהדה  | 2007                  |      |
| Штирія, Ворау                                | 8250 Ворау, 1 47°24′04″ пн. ш. 15°53′24″ сх. д. / 47.4010° пн. ш. 15.8899° сх. д.                                             | Церква абатства, Ворау                                                                         | на вершині Вівтаря Хреста (праворуч від церкви) | דדמו  | 1697                  |      |
| Штирія, Ворау                                | 8250 Ворау, 3 47°24′06″ пн. ш. 15°53′10″ сх. д. / 47.4016° пн. ш. 15.8861° сх. д.                                             | Хрестовоздвиженська церква (Цвинтарна церква), Ворау                                           | на вершині головного вівтаря | יחיח  | прибл. 1760           |      |
| Штирія, Ворау                                | 8250 Ворау, 1 47°24′03″ пн. ш. 15°53′24″ сх. д. / 47.4008° пн. ш. 15.8901° сх. д.                                             | Бібліотека абатства, Ворау                                                                     | на голові статуї ліворуч від порталу бібліотеки |       |                       |      |
| Штирія, Вайц                                 | 8160 Вайц Вайцберг, 13 47°13′27″ пн. ш. 15°38′08″ сх. д. / 47.2242° пн. ш. 15.6356° сх. д.                                    | Базиліка Скорботної Богоматері, Вайсберг                                                       | над кафедрою, виконана Якобом Паєром | יחדח  | 1775                  |      |
| Тіроль, Абсам                                | 6067 Абсам Дорферштрассе, 55а 47°17′44″ пн. ш. 11°30′05″ сх. д. / 47.2956° пн. ш. 11.5014° сх. д.                             | Свято-Михайлівська церква, Авсам                                                               | фреска стелі. Художник: Йозеф Антон Золлер | יחוח  | 1779                  |      |
| Тіроль, Анрас                                | 9912 Анрас Дорф, 35 46°46′21″ пн. ш. 12°33′23″ сх. д. / 46.7725° пн. ш. 12.5564° сх. д.                                       | Церква Святого Стефана, Анрас                                                                  | на вівтарі правого бокового вівтаря: Михаїл бореться з дияволом | וחוח  |                       |      |
| Тіроль, Інсбрук                              | 6020 Інсбрук Карл Ранер Плац, 2 47°16′07″ пн. ш. 11°23′53″ сх. д. / 47.2687° пн. ш. 11.3981° сх. д.                           | Костел Святої Трійці в Інсбруку (церква єзуїтів)                                               | на куполі |       |                       |      |
| Тіроль, Інсбрук                              | 6020 Інсбрук Карл Ранер Плац, 2 47°16′07″ пн. ш. 11°23′53″ сх. д. / 47.2687° пн. ш. 11.3980° сх. д.                           | Костел Святої Трійці в Інсбруку (церква єзуїтів)                                               | Вівтарний образ вівтаря апостола Юди: на скрижалях Закону. Художник: Андреас Вольф |       | 1684                  |      |
| Тіроль, Лехашау                              | 6600 Лехашау Лехталер Штрассе, 2 47°29′18″ пн. ш. 10°42′30″ сх. д. / 47.4884° пн. ш. 10.7084° сх. д.                          | Церква Святого Духа, Лехашау                                                                   | фреска стелі. Художник: Якоб Зейллер | יהוה  | прибл. 1773           |      |
| Тіроль, Матрай в Осттиролі                   | 9971 Матрай у Східному Тіролі Церковна площа, 1 47°00′01″ пн. ш. 12°32′30″ сх. д. / 47.0004° пн. ш. 12.5417° сх. д.           | Церква Святого Албана Матрай в Осттиролі                                                       | на фресці стелі над головним вівтарем: поклоніння Імені Божому | יהוה  |                       |      |
| Тіроль, Мільс поблизу Галла                  | 6068 поблизу Халла в Тіролі Кірхштрассе 1 47°17′18″ пн. ш. 11°31′59″ сх. д. / 47.2884° пн. ш. 11.5330° сх. д.                 | Церква Успіння Пресвятої Богородиці, Мілс бей Хол                                              | над кафедрою |       | прибл. 1800           |      |
| Тіроль, Ец                                   | 6433 Ец Дорфштрасе, 12 47°12′13″ пн. ш. 10°53′53″ сх. д. / 47.2035° пн. ш. 10.8980° сх. д.                                    | Будинок                                                                                        | Фреска Франциска Ксаверія на фасаді | ווווח | 1795                  |      |
| Тіроль, Петтной-ам-Арльберг                  | 6574 Петтной-на-Арльберзі 47°08′51″ пн. ш. 10°20′22″ сх. д. / 47.1476° пн. ш. 10.3394° сх. д.                                 | Церква Успіння Пресвятої Богородиці Петтной-ам-Арльберг                                        | на Гробі Господньому, встановлюється в храмі тільки в Страсний тиждень | יהוה  | прибл. 1900           |      |
| Тіроль, Раттенберг                           | 6240 Ратенберг Бінерштрассе, 87 47°26′21″ пн. ш. 11°53′40″ сх. д. / 47.4392° пн. ш. 11.8944° сх. д.                           | Церква Святого Вергілія в Раттенберзі                                                          | на вершині головного вівтаря | יהוה  |                       |      |
| Тіроль, Швац                                 | 6130 Швац Танненберггассе, 15 47°20′48″ пн. ш. 11°42′36″ сх. д. / 47.3468° пн. ш. 11.7099° сх. д.                             | Церква Успіння Пресвятої Богородиці в Шваці                                                    | про розписі св. Петра і Павла |       | 18 століття           |      |
| Тіроль, Швац                                 | 6130 Швац Герман-фон-Гільм-штрассе, 1 47°20′38″ пн. ш. 11°42′39″ сх. д. / 47.3440° пн. ш. 11.7109° сх. д.                     | Францисканська церква в Шваці                                                                  | на вершині вівтаря Святого Хреста (правий боковий вівтар) | יהיה  |                       |      |
| Тіроль, Швац                                 | 6130 Швац Вінтерштеллергассе, 9 47°20′48″ пн. ш. 11°42′42″ сх. д. / 47.3466° пн. ш. 11.7118° сх. д.                           | Будинок Рабальдера                                                                             | на живописі Даніель і Барбара з Ансіхтом фон Швац. Художник: Ф. Дегле | יהדה  | 1762                  |      |
| Тіроль, Золль                                | 6306 Сол Дорф 1 47°30′13″ пн. ш. 12°11′34″ сх. д. / 47.5035° пн. ш. 12.1927° сх. д.                                           | Церква Святих Петра і Павла Зель                                                               | фреска на стелі над головним вівтарем. Художник: Крістоф Антон Майр | והדו  | 1768                  |      |
| Тіроль, Штамс                                | 6422 Штамс Штифтсхоф 1 47°16′40″ пн. ш. 10°59′04″ сх. д. / 47.2777° пн. ш. 10.9845° сх. д.                                    | Абатська церква Богоматері Стамс                                                               | на Гробі Господньому, встановлюється в храмі тільки в Страсний тиждень. Художник: Егід Шор | חודדד | прибл. 1900           |      |
| Тіроль, Станс                                | 6135 Станс Санкт-Георгенберг 47°22′35″ пн. ш. 11°41′33″ сх. д. / 47.3764° пн. ш. 11.6924° сх. д.                              | Паломницька церква Санкт-Георгенберг                                                           | на картині Вінчання Богородиці: на чолі первосвященника |       |                       |      |
| Тіроль, Станцах                              | 6642 Строфа Дорф, 22 47°23′00″ пн. ш. 10°33′43″ сх. д. / 47.3833° пн. ш. 10.5619° сх. д.                                      | Михайлівська церква Станцах                                                                    | На Гробі Господньому, встановлюється в храмі тільки в Страсний тиждень | יהוה  | прибл. 1890           |      |
| Тіроль, Штрасс-ім-Ціллерталь                 | 6200 Штрасс-ім-Ціллерталь Ротгольц, 46 47°23′26″ пн. ш. 11°47′50″ сх. д. / 47.3905° пн. ш. 11.7971° сх. д.                    | Замок Ротгольц                                                                                 | фреска стелі замкової каплиці. Художник: Йоганн Йозеф Вальдманн | יהוה  | 1706                  |      |
| Тіроль, нім                                  | 6275 Штумм Дорф, 15а 47°17′26″ пн. ш. 11°53′12″ сх. д. / 47.2906° пн. ш. 11.8866° сх. д.                                      | Церква Святого Руперта Штумм                                                                   | фреска на стелі за головним вівтарем | דווד  |                       |      |
| Тіроль, Тангейм                              | 6675 Тангейм Гоф, 34 47°29′57″ пн. ш. 10°31′01″ сх. д. / 47.4992° пн. ш. 10.5169° сх. д.                                      | Церква Святого Миколая Таннгейм                                                                | на напрестольній частині вівтаря Святого Хреста (лівий бічний вівтар) | יחדח  |                       |      |
| Тіроль, Тангейм                              | 6675 Тангейм Гоф, 34 47°29′57″ пн. ш. 10°31′00″ сх. д. / 47.4992° пн. ш. 10.5168° сх. д.                                      | Церква Святого Миколая Таннгейм                                                                | скляне вікно за головним вівтарем | וחוח  |                       |      |
| Тіроль, Таур                                 | 6065 Тавр Замкова вулиця 47°18′04″ пн. ш. 11°28′06″ сх. д. / 47.3011° пн. ш. 11.4682° сх. д.                                  | Паломницька церква Святих Петра і Павла Таур («Замкова церква»)                                | фреска на стелі над головним вівтарем. Художники: Йозеф і Франц Гінер | ווודח | 1779                  |      |
| Тіроль, Тірзе                                | 6335 Тірзе Лендл 47°35′19″ пн. ш. 12°02′05″ сх. д. / 47.5885° пн. ш. 12.0347° сх. д.                                          | Церква Марії Помочі, Лендл                                                                     | картина на головному вівтарі, Художник Себастьян Антон Дефреггер |       | прибл. 1820           |      |
| Тіроль, Вірген                               | 9972 Вірген поблизу Віргентальштрассе, 90 47°00′13″ пн. ш. 12°27′27″ сх. д. / 47.0035° пн. ш. 12.4575° сх. д.                 | Цвинтар Вірген                                                                                 | надгробок католицького священника на південній стороні церкви. Напис на івриті: «Нехай буде прославлене ім'я JHWH» (Книга Йова 1,21)                                                                        | יהוה  | 1616                  |      |
| Тіроль, Фольдерс                             | 6111 Волдерс Фордервальдштрассе, 3 47°16′58″ пн. ш. 11°33′13″ сх. д. / 47.2828° пн. ш. 11.5536° сх. д.                        | Церква Святого Карла (колишня монастирська церква), Волдерс                                    | на вершині головного вівтаря |       |                       |      |
| Тіроль, Вомп                                 | 6134 Вомп Фіхт, 5 47°21′17″ пн. ш. 11°41′46″ сх. д. / 47.3548° пн. ш. 11.6960° сх. д.                                         | Церква абатства, Фіхт                                                                          | фреска стелі: на чолі первосвященника | יהוה  |                       |      |
| Верхня Австрія, Атнанг-Пухгайм               | 4800 Атнанг-Пухгайм Атнанг, Кірхенштрассе, 8 48°00′48″ пн. ш. 13°43′23″ сх. д. / 48.0134° пн. ш. 13.7231° сх. д.              | Церква Святого Духа, Атнанг                                                                    | скляне вікно над головним вівтарем. Художник: Люсія Джіргал | חדח?  | 1976                  |      |
| Верхня Австрія, Бад-Гойзерн                  | 4822 Бад-Гойзерн Рамзауштрассе, 6 47°38′20″ пн. ш. 13°37′01″ сх. д. / 47.6389° пн. ш. 13.6170° сх. д.                         | Лютеранська церква, Бад-Гойзерн                                                                | на вівтарі | יהוה  |                       |      |
| Верхня Австрія, Баумгартенберг               | 4345 Баумгартенберг, 1 47°51′23″ пн. ш. 14°21′04″ сх. д. / 47.8565° пн. ш. 14.3512° сх. д.                                    | Успенська церква монастиря, Баумгартенберг                                                     | на вершині головного вівтаря | יהוה  | прибл. 1700           |      |
| Верхня Австрія, Браунау-ам-Інн               | 5280 Браунау-ам-Інн Кірхенплац 18 48°15′27″ пн. ш. 13°02′02″ сх. д. / 48.2574° пн. ш. 13.0339° сх. д.                         | Церква Святого Стефана, Браунау                                                                | стеля каплиці Маурера (каплиці Маріягільф) | דה דה |                       |      |
| Верхня Австрія, Енс                          | 4410 Енс Шлосгассе, 4 48°12′56″ пн. ш. 14°28′54″ сх. д. / 48.2155° пн. ш. 14.4817° сх. д.                                     | Замок Еннегг                                                                                   | фреска на стелі замкової каплиці. Художник: Карпофоро Тенкалла(?) | דהדה  | 2-га половина 17 ст   |      |
| Верхня Австрія, Фішльхам                     | 4652 Фішльхем Кірхенштрассе, 7 48°05′12″ пн. ш. 13°57′08″ сх. д. / 48.0868° пн. ш. 13.9523° сх. д.                            | Церква Святого Петра, Фішльгам                                                                 | кафедра. Художник: Франц Ксавер Лейтнер | דהדה  | 1759                  |      |
| Верхня Австрія, Гаспольцхофен                | 4674 Альтенгоф-ам-Хаусрук, 18 48°08′12″ пн. ш. 13°41′16″ сх. д. / 48.1368° пн. ш. 13.6877° сх. д.                             | Церква Св. Коломана Альтенгоф-ам-Хаусрук                                                       | фреска стелі | יהוה  |                       |      |
| Верхня Австрія, Грюнбах                      | 4264 Грюнбах 48°32′17″ пн. ш. 14°32′02″ сх. д. / 48.5381° пн. ш. 14.5339° сх. д.                                              | Церква Святого Миколая, Грюнбах                                                                | на скинії. Художники: Френк і Маргарет Геффке | יהוה  | 2007                  |      |
| Верхня Австрія, Кремсмюнстер                 | 4550 Кремсмюнстер Штіфт, 1 48°03′17″ пн. ш. 14°07′43″ сх. д. / 48.0546° пн. ш. 14.1287° сх. д.                                | Церква Христа Спасителя і Святого Агапіта Палестринського / Церква Кремсмюнстерського абатства | фреска на стелі над головним вівтарем. Художники: брати Грабенбергери | יהוה  | прибл. 1690           |      |
| Верхня Австрія, Ламбах                       | 4650 Ламбах Клостерплац, 1 48°05′27″ пн. ш. 13°52′38″ сх. д. / 48.0908° пн. ш. 13.8772° сх. д.                                | Церква Успіння Пресвятої Богородиці / Церква абатства, Ламбрехт                                | фреска на стелі над одним із лівих бічних вівтарів. Художник: Мельхіор Штайдль(?) | דהדה  | прибл. 1656           |      |
| Верхня Австрія, Мондзеє                      | 5310 Мондзеє Марктплац 47°51′23″ пн. ш. 13°21′04″ сх. д. / 47.8565° пн. ш. 13.3512° сх. д.                                    | Церква абатства, Мондзеє                                                                       | на Святій Гробі, встановлюється лише на Страсному тижні в каплиці Св. Петра в лівій частині церкви абатства                                                                                                 | יהוה  | прибл. 1890           |      |
| Верхня Австрія, Райхерсберг                  | 4981 Райхерсберг Хофмарк, 1 48°20′16″ пн. ш. 13°21′40″ сх. д. / 48.3379° пн. ш. 13.3611° сх. д.                               | Церква Св. Михаїла (церква Райхерсбергського абатства)                                         | фреска стелі. Художник: Крістіан Вінк.. | יחדח  |                       |      |
| Верхня Австрія, Санкт-Флоріан                | 4490 вул. Флоріан Штіфтштрассе, 1 48°12′26″ пн. ш. 14°23′19″ сх. д. / 48.2072° пн. ш. 14.3887° сх. д.                         | Костел монастиря Святого Флоріана                                                              | стельова фреска над органом. Художники: Йоганнес Антон Гумп, Мельхіор Штайдль | דהדה  | 1690–1695             |      |
| Верхня Австрія, Санкт-Флоріан                | 4490 вул. Флоріан Штіфтштрассе, 1 48°12′26″ пн. ш. 14°23′20″ сх. д. / 48.2073° пн. ш. 14.3888° сх. д.                         | Костел монастиря Святого Флоріана                                                              | фреска стелі каплиці Св. Августина | דהדה  | прибл. 1700           |      |
| Верхня Австрія, Штадль-Паура                 | 4651 Штадль-Паура Йоганн-Міхаель-Пруннер-Штрассе, 7 48°05′10″ пн. ш. 13°51′50″ сх. д. / 48.0861° пн. ш. 13.8640° сх. д.       | Церква Святої Трійці Штадль-Паура                                                              | над головним вівтарем | יהוה  | 1724                  |      |
| Верхня Австрія, Штайр                        | 4400 Штайр Брукнерплац 48°02′15″ пн. ш. 14°25′01″ сх. д. / 48.0375° пн. ш. 14.4169° сх. д.                                    | Церква Св. Джайлса і Коломана, Штайр                                                           | рельєф св. Іова, на епітафії всередині церкви, зліва від головного входу |       |                       |      |
| Верхня Австрія, Штайр                        | 4400 Штайр Міська площа, 41 48°02′18″ пн. ш. 14°25′09″ сх. д. / 48.0383° пн. ш. 14.4192° сх. д.                               | Церква Святої Марії, Штайр                                                                     | на фронтоні переднього фасаду | יהוה  | прибл. 1775           |      |
| Верхня Австрія, Штайр                        | 4400 Штайр Міхаелерплац, 1 48°02′37″ пн. ш. 14°25′17″ сх. д. / 48.0436° пн. ш. 14.4214° сх. д.                                | Михайлівська церква, Штайр                                                                     | на картині Дев'ять чинів ангелів, на правій стороні нави. Художниця: Марія Катаріна Гюртлер | דהדה  | 1769                  |      |
| Відень                                       | 1010 Відень Ам Хоф 1 48°12′40″ пн. ш. 16°22′06″ сх. д. / 48.2110° пн. ш. 16.3684° сх. д.                                      | Дев'ять хорів церкви ангелів Ам Хоф                                                            | над статуєю Св. Гавриїла з правого боку тріумфальної арки | יהוה  |                       |      |
| Відень                                       | 1010 Відень Доротергассе, 20 48°12′25″ пн. ш. 16°22′07″ сх. д. / 48.2069° пн. ш. 16.3687° сх. д.                              | Реформатська міська церква Відня                                                               | над кафедрою | יהוה  |                       |      |
| Відень                                       | 1010 Відень Хофбург, 1 48°12′24″ пн. ш. 16°21′55″ сх. д. / 48.2066° пн. ш. 16.3654° сх. д.                                    | Імператорська скарбниця, Відень                                                                | вівтар Благовіщення пастухам | יהוה  | прибл. 1600           |      |
| Відень                                       | 1010 Відень У дер-Бургу 48°12′28″ пн. ш. 16°21′50″ сх. д. / 48.2079° пн. ш. 16.3640° сх. д.                                   | Каплиця Святого Йосипа, Хофбург                                                                | над вівтарем | וחוח  |                       |      |
| Відень                                       | 1010 Відень Марія-Терезієн-Плац 48°12′13″ пн. ш. 16°21′42″ сх. д. / 48.2037° пн. ш. 16.3618° сх. д.                           | Художньо-історичний музей                                                                      | на амулеті Валленштейна | יהוה  | прибл. 1600-1610 роки |      |
| Відень                                       | 1010 Відень Міхаелерплац, 5 48°12′29″ пн. ш. 16°22′01″ сх. д. / 48.2080° пн. ш. 16.3670° сх. д.                               | Церква Святого Михаїла                                                                         | на щиті скульптури св. Михаїла, над парадним входом до церкви. Художник: Лоренцо Матіеллі | יהוה  | прибл. 1725           |      |
| Відень                                       | 1010 Відень Міхаелерплац, 5 48°12′28″ пн. ш. 16°22′03″ сх. д. / 48.2079° пн. ш. 16.3676° сх. д.                               | Церква Святого Михаїла                                                                         | на щиті рельєф св. Михаїла, над головним вівтарем. Художник: Карл Мелвілл | יהוה  | 1782                  |      |
| Відень                                       | 1010 Відень Міноритенплац, 2а 48°12′35″ пн. ш. 16°21′50″ сх. д. / 48.2096° пн. ш. 16.3639° сх. д.                             | Церква міноритів                                                                               | на картині Карла Борромея і Роха. Художник: Йоганнес Штайнер | יהוה  | прибл. 1781           |      |
| Відень                                       | 1010 Відень Петерсплац, 1 48°12′35″ пн. ш. 16°22′13″ сх. д. / 48.2096° пн. ш. 16.3702° сх. д.                                 | Церква Cвятого Петра                                                                           | над головним вівтарем | יהוה  |                       |      |
| Відень                                       | 1010 Відень Петерсплац, 1 48°12′34″ пн. ш. 16°22′12″ сх. д. / 48.2094° пн. ш. 16.3701° сх. д.                                 | Церква Cвятого Петра                                                                           | над вівтарем святого Михайла | יהדד  |                       |      |
| Відень                                       | 1010 Відень Петерсплац, 1 48°12′34″ пн. ш. 16°22′13″ сх. д. / 48.2095° пн. ш. 16.3703° сх. д.                                 | Церква Cвятого Петра                                                                           | в кімнаті над ризницею | הוה   |                       |      |
| Відень                                       | 1010 Відень Шоттенгассе, 3 48°12′44″ пн. ш. 16°21′47″ сх. д. / 48.2122° пн. ш. 16.3630° сх. д.                                | Успенська каплиця Мелькергофа                                                                  | фреска «Концерт ангелів» над галереєю каплиці, написана Йоганном Баптистом Венцелем Берґлем | יהוה  | 1773                  |      |
| Відень                                       | 1010 Відень Шульгоф, 2 48°12′39″ пн. ш. 16°22′09″ сх. д. / 48.2109° пн. ш. 16.3693° сх. д.                                    | Віденський музей годинників                                                                    | на кишеньковому годиннику, на 3 поверсі музею | Tיהד  | 18 століття           |      |
| Відень                                       | 1010 Відень Зайтенштеттенгассе, 4 48°12′42″ пн. ш. 16°22′29″ сх. д. / 48.2116° пн. ш. 16.3748° сх. д.                         | Штадттемпель (Головна синагога Відня)                                                          | напис (Псалом 16) над скрижалями Закону | יהוה  | 19 століття           |      |
| Відень                                       | 1010 Відень Зінгерштрассе, 7 48°12′27″ пн. ш. 16°22′24″ сх. д. / 48.2076° пн. ш. 16.3733° сх. д.                              | Церква Тевтонського ордену, Відень                                                             | Епітафія Еразма Крістофа Графа Стархемберга | יהוה‎  | 1729                  |      |
| Відень                                       | 1010 Відень Зінгерштрассе, 7 48°12′27″ пн. ш. 16°22′24″ сх. д. / 48.2076° пн. ш. 16.3733° сх. д.                              | Церква Тевтонського ордену, Відень                                                             | епітафія Гвідобальда Графа Стархемберга | יהוה  | 1737                  |      |
| Відень                                       | 1010 Відень Штефанплац, 1 48°12′32″ пн. ш. 16°22′22″ сх. д. / 48.2088° пн. ш. 16.3727° сх. д.                                 | Собор святого Стефана                                                                          | на епітафії зліва від головного порталу | יהוה  | прибл. 1572           |      |
| Відень                                       | 1040 Відень Карлсплац, 10 48°11′53″ пн. ш. 16°22′19″ сх. д. / 48.1981° пн. ш. 16.3720° сх. д.                                 | Собор святого Карла                                                                            | над головним вівтарем | יהוה  | прибл. 1735           |      |
| Відень                                       | 1060 Відень Барнабітенгассе, 14 48°11′57″ пн. ш. 16°21′12″ сх. д. / 48.1991° пн. ш. 16.3534° сх. д.                           | Монастир Барнабітів, Відень                                                                    | фреска стелі Сальваторського залу. Художник: Вінценз Фішер | יהוה  | 1770                  |      |
| Відень                                       | 1080 Відень Альсер Штрассе, 17 48°12′52″ пн. ш. 16°21′10″ сх. д. / 48.2145° пн. ш. 16.3528° сх. д.                            | Троїцька церква Альзерське передмістя                                                          | на вершині головного вівтаря | יהוה  | прибл. 1740           |      |
| Відень                                       | 1090 р. Відень Марктгассе, 40 48°13′39″ пн. ш. 16°21′28″ сх. д. / 48.2274° пн. ш. 16.3579° сх. д.                             | Церква чотирнадцяти святих Помічників Ліхтенталь                                               | фреска на стелі Нехай святиться Ім'я Твоє. Художник: Франц Золлер | יווה  | прибл. 1772           |      |
| Відень                                       | 1090 р. Відень Рузвельтплац 48°12′55″ пн. ш. 16°21′33″ сх. д. / 48.2153° пн. ш. 16.3592° сх. д.                               | Вотівкірхе, Відень                                                                             | у верхній частині задньої частини лівого проходу | יהוה  | прибл. 1855           |      |
| Відень                                       | 1110 Відень Кобельгассе 48°10′10″ пн. ш. 16°25′21″ сх. д. / 48.1695° пн. ш. 16.4226° сх. д.                                   | Церква Св. Лаврентія Альт-Сіммерінг                                                            | на вершині головного вівтаря | יהה   |                       |      |
| Відень                                       | 1150 Відень Райндорфгассе, 21 48°11′23″ пн. ш. 16°19′49″ сх. д. / 48.1897° пн. ш. 16.3302° сх. д.                             | Троїцька церква Рейндорф                                                                       | на вершині головного вівтаря | יחוה  | прибл. 1790           |      |
| Відень                                       | 1190 Відень Ам Леопольдсберг 48°16′40″ пн. ш. 16°20′49″ сх. д. / 48.2779° пн. ш. 16.3469° сх. д.                              | Церква Святого Леопольда                                                                       | на вершині головного вівтаря. Художник: Адам Фогль | יהוה  | 1797                  |      |
| Відень                                       | 1190 Відень Йозефсдорф, 18 48°16′30″ пн. ш. 16°20′18″ сх. д. / 48.2750° пн. ш. 16.3382° сх. д.                                | колишній камальдульський осередок                                                              | фреска стелі молитовної кімнати. Вицвіла, читаються лише невеликі частини. |       | 1775                  |      |
| Відень                                       | 1190 р. Відень Ейблергассе, 1 48°15′02″ пн. ш. 16°18′12″ сх. д. / 48.2506° пн. ш. 16.30339° сх. д.                            | Церква Святого Роха Нойштіфт-ам-Вальде                                                         | на вершині головного вівтаря. | יהוה  | 1786                  |      |
| Форарльберг, Австрія                         | 6883 Ау 47°19′26″ пн. ш. 9°58′37″ сх. д. / 47.3238° пн. ш. 9.9769° сх. д.                                                     | Церква Святого Леонарда                                                                        | стельова фреска Форарльберга святого. Художник: Вальдемар Кольмспергер | ידוד  | 1923                  |      |
| Форарльберг, Брегенц                         | 6900 Брегенц Маріягільфштрассе, 49 47°29′43″ пн. ш. 9°43′39″ сх. д. / 47.4954° пн. ш. 9.7274° сх. д.                          | Церква Маріягільф Брегенц                                                                      | вітраж Благовіщення. Художник: Антон Файстауер | יהדה  | 1931                  |      |
| Форарльберг, Хоенемс                         | 6845 Хоенемс Кірхплац 2 47°21′49″ пн. ш. 9°41′25″ сх. д. / 47.3636° пн. ш. 9.6903° сх. д.                                     | Церква Святого Чарльза Хоенемс                                                                 | над головним вівтарем | יהוה  |                       |      |
| Форарльберг, Санкт-Галленкірх                | 6791 Санкт-Галленкірх 3 47°01′13″ пн. ш. 9°58′26″ сх. д. / 47.0204° пн. ш. 9.9740° сх. д.                                     | Церква Святого Галла Санкт-Галленкірх                                                          | фреска на стелі в холі. Художник: Крістоф Клауснер | יהיה  | 1774                  |      |

У наступній таблиці наведено об’єкти, що містять єврейські або псевдоєврейські символи в місцях, де спостерігач міг би знайти тетраграму, але написання навіть не нагадує тетраграму יהוה:
| Земля Австрії, муніципалітет         | Адреса / координати                                                                                              | Будівля                                                                                        | Об'єкт, опис                                                                                             | Напис | Дата роботи       | Зображення |
| ------------------------------------ | --- | ---------------------------------------------------------------------------------------------- | --- | ----- | ----------------- | ---------- |
| Каринтія, Грайфенбург                | 9761 Грайфенбург біля Пфаррхофгассе, 3546°45′04″ пн. ш. 13°10′53″ сх. д. / 46.7512° пн. ш. 13.1813° сх. д.       | Грайфенбурзька церква                                                                          | на станції хресної дороги: на чолі священника                                                            |       |                   |            |
| Каринтія,Лезахталь                   | 9655 Марія Луггау, 26 46°42′19″ пн. ш. 12°44′09″ сх. д. / 46.7054° пн. ш. 12.7358° сх. д.                        | Паломницька церква Марії Луггау                                                                | фреска стелі Стрітення Ісуса в храмі : на чолі священника                                                |       |                   |            |
| Каринтія, Санкт-Георген-ам-Ленґзеє   | 9313 Санкт-Георген-ам-Ленґзеє Замкова алея, 246°46′52″ пн. ш. 14°25′49″ сх. д. / 46.7811° пн. ш. 14.4304° сх. д. | Колишня абатська церква Санкт-Георген-ам-Ленґзеє                                               | картина Поховання Ісуса в храмі на головному вівтарі: на чолі людини                                     |       |                   |            |
| Нижня Австрія, Фурт-ан-дер-Тріестінг | 2564 Фурт-ан-дер-Тріестінг, 1 47°58′22″ пн. ш. 15°58′24″ сх. д. / 47.9728° пн. ш. 15.9732° сх. д.                | Церква Святої Марії Магдалини Фюрт-ан-дер-Тріестінг                                            | на стелі фреска Ісус і жінка, захоплена в перелюбі: на чолі восьми євреїв. Художник: Франц Ксавер Доблер |       | 1795 рік          |            |
| Штирія, Страден                      | 8345 Штраден, 1 46°48′21″ пн. ш. 15°52′14″ сх. д. / 46.8059° пн. ш. 15.8706° сх. д.                              | Церква Святої Марії Успіння Страден                                                            | картина Хресна станція IX: на чолі священника                                                            |       |                   |            |
| Тіроль, Вомп                         | 6134 Вомп Фіхт 5 47°21′17″ пн. ш. 11°41′45″ сх. д. / 47.3548° пн. ш. 11.6959° сх. д.                             | Церква абатства Фіхт                                                                           | стельова фреска над органом: на чолі первосвященника                                                     |       |                   |            |
| Верхня Австрія, Кремсмюнстер         | 4550 Кремсмюнстер Стіфт 1 48°03′17″ пн. ш. 14°07′43″ сх. д. / 48.0546° пн. ш. 14.1286° сх. д.                    | Церква Христа Спасителя і Святого Агапіта Палестринського / Церква Кремсмюнстерського абатства | фреска стелі Благовіщення ангела Захарії . Художники: брати Грабенбергери                                |       | близько 1680 року |            |